# Тюмень
Тюме́нь — город в России, административный центр Тюменской области и Тюменского района, в состав которого он не входит. Расположен на реке Туре. Образует городской округ город Тюмень.
Население города — 872 077 (2025) человек, четвёртый по населению город Сибири, восемнадцатый по численности населения город России.
Первый русский город в Сибири. Носит почётное звание «Город трудовой доблести».

## Этимология
Есть несколько версий о происхождении названия города:
- От тюркского слова или монгольского слова «тумэн», означающего 10 тысяч. Академик Герхард Миллер приводит татарскую легенду о местном князе, который то ли имел такое количество подданных, то ли мог выставить по монгольской воинской единице тумен воинов, то ли заполнил все тюменские овраги своим скотом, и так набралось 10 000 голов[13][14];
- По другой версии, от татарских слов «тю-тюнь» (достояние) и «мянь» (я). Иначе говоря, название следует перевести как «моё достояние»[15];
- Также имеется мнение, что название города каким-то образом может быть связано с Тумене-ханом (490—552), основателем Тюркского каганата[16].

## Физико-географическая характеристика

### Географическое положение
Тюмень расположена на юге Западной Сибири. Она находится в азиатской части России. Данный город находится на обоих берегах реки Туры, левом притоке Тобола. В 205 км до Кургана, в 325 км до Екатеринбурга, в 246 км до Тобольска, в 437 км до Челябинска и в 625 км до Омска. Расстояние до Москвы 2163 км, до Санкт-Петербурга — 2555 км. Географические координаты: 57°09′ северной широты, 65°32′ восточной долготы (вход в главпочтамт), высота над уровнем моря — от 48,52 метра (отметка нуля водомерного поста в реке Туре) до 121 метра (в районе аэропорта Рощино).
Часовой пояс
Тюмень находится в часовой зоне МСК+2. Смещение применяемого времени относительно UTC составляет +5:00.
В соответствии с применяемым временем и географической долготой средний солнечный полдень в Тюмени наступает в 12:37.

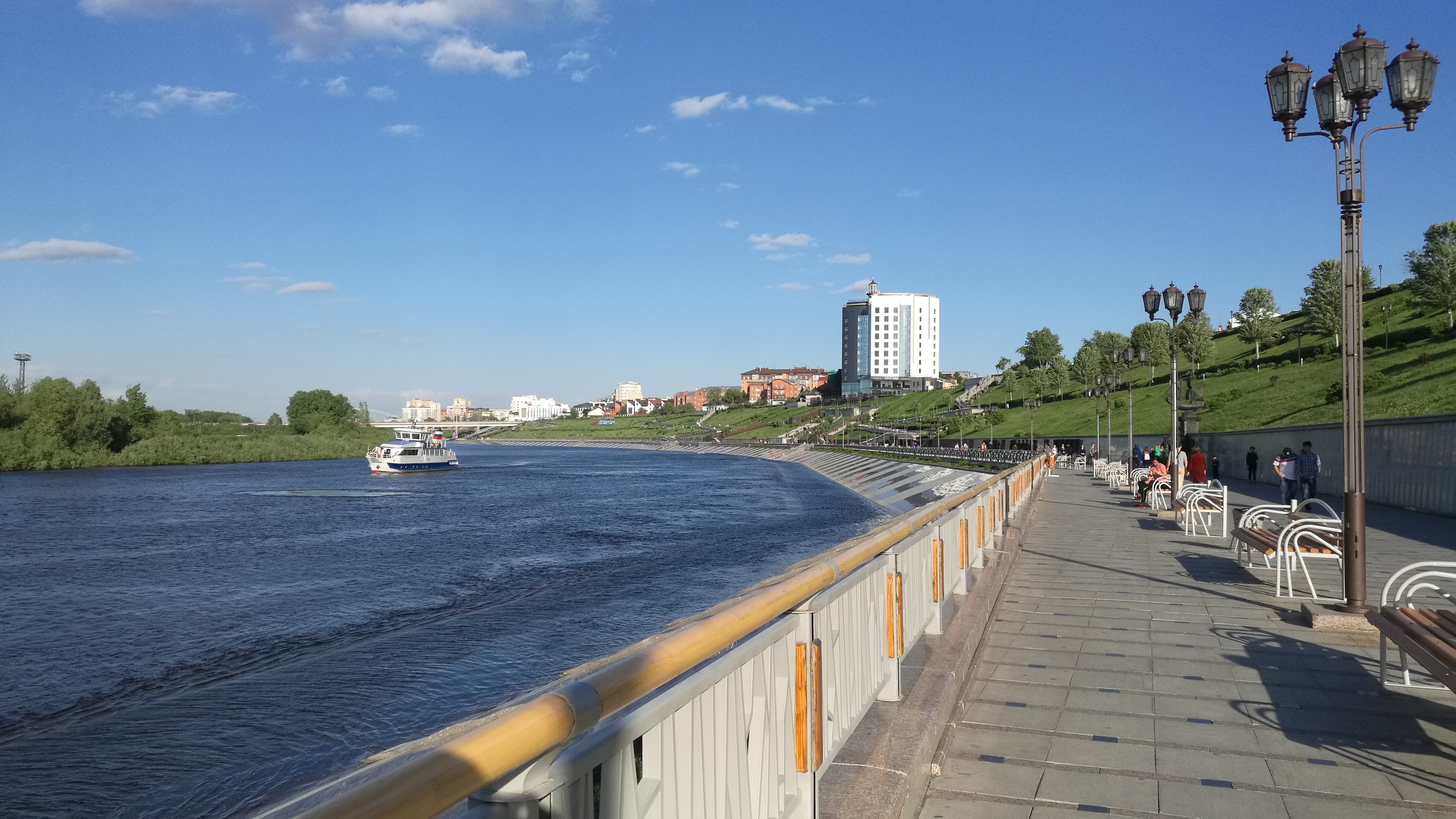
Набережная Туры в Тюмени. 2019 год

| С-З | Туринск ~ 178 км Ирбит ~ 182 км Санкт-Петербург ~ 2583 км | Ханты-Мансийск ~ 672 км Тавда ~ 136 км | Тобольск ~ 246 км                                    | С-В |
| З   | Тугулым ~ 63 км Екатеринбург ~ 328 км Москва ~ 2121 км    | Роза ветров                            | Омск ~ 631 км Новосибирск ~ 1300 км                  | В   |
| Ю-З | Челябинск ~ 410 км                                        | Курган ~ 203 км                        | Ялуторовск ~ 75 км Кокшетау ~ 650 км Астана ~ 914 км | Ю-В |

### Климат
Климат по общим характеристикам относится к континентальному, (переходный от умеренно континентального к резко континентальному). Средняя температура января −15 °C, минимальная температура −49,2 °C была зарегистрирована 26 декабря 1958 года. Количество дней с устойчивыми морозами составляет до 130. Средняя температура июля +18,8 °C, максимальная летом +38,0 °C была зарегистрирована 1 июля 2021 года и 11 июля 2023 года. Осадков выпадает немного, в среднем 480 мм в год, преимущественно летом. Характерна крайне резкая смена погоды.
| Показатель                    | Янв.  | Фев.  | Март  | Апр.  | Май   | Июнь | Июль | Авг. | Сен. | Окт.  | Нояб. | Дек.  | Год   |
| ----------------------------- | ----- | ----- | ----- | ----- | ----- | ---- | ---- | ---- | ---- | ----- | ----- | ----- | ----- |
| Абсолютный максимум, °C       | 5,6   | 7,3   | 17,1  | 30,7  | 34,9  | 36,8 | 38,0 | 37,4 | 31,2 | 24,1  | 12,8  | 9,0   | 38,0  |
| Средний суточный максимум, °C | −11   | −7,7  | 0,4   | 10    | 18,5  | 23,1 | 24,4 | 21,6 | 15,2 | 7,5   | −3,2  | −9,2  | 7,5   |
| Средняя температура, °C       | −15,1 | −12,9 | −4,9  | 4,3   | 12    | 17   | 18,7 | 16,1 | 10   | 3,3   | −6,6  | −12,9 | 2,4   |
| Средний суточный минимум, °C  | −19,2 | −17,6 | −9,8  | −0,8  | 5,8   | 11,1 | 13,4 | 11,2 | 5,6  | −0,2  | −9,9  | −16,6 | −2,2  |
| Абсолютный минимум, °C        | −45   | −43,7 | −38,4 | −23,2 | −10,2 | −1,9 | 0,7  | −1   | −8,6 | −26,7 | −41   | −49,2 | −49,2 |
| Средняя облачность, окты      | 5,2   | 4,6   | 4,3   | 4,7   | 4,9   | 4,8  | 4,8  | 5,2  | 5,6  | 5,6   | 5,4   | 5,4   | 5     |
| Норма осадков, мм             | 20,8  | 15,4  | 22,1  | 23,8  | 44,0  | 61,1 | 86,4 | 60,3 | 45,1 | 37,2  | 34,4  | 25,3  | 461   |
| Средняя влажность, %          | 80    | 76    | 70    | 62    | 58    | 65   | 72   | 77   | 77   | 77    | 80    | 80    | 73    |
| Средняя скорость ветра, м/с   | 2,4   | 2,4   | 2,6   | 2,8   | 2,8   | 2,4  | 2,1  | 2,1  | 2,3  | 2,6   | 2,5   | 2,5   | 2,5   |
| Источник: Погода и климат     |       |       |       |       |       |      |      |      |      |       |       |       |       |

Длина светового дня изменяется от 6 часов 40 минут до 17 часов 56 минут (во время зимнего и летнего солнцестояний).
Среднегодовое количество часов солнечного сияния — 2066 часов.

## Символика
Первое упоминание о гербе города Тюмени относится к 1635 году. На нём были изображены лисица и бобр. В издании 1900 года «Гербы городов, губерний, областей и посадов Российской Империи, внесённые в полное Собрание Законов с 1649 по 1900 год» приводится такое описание герба: в верхней части символы Тобольского наместничества: в синем (1587 год), лазоревом (1729 год) поле «золотая пирамида с воинскою арматурою, с красными знамёнами, барабанами и алебардами». В нижней части — «в синем поле серебряная река с плывущим по ней с золотою мачтою дощаником: в знак того, что от сего города начинается плавание по рекам всей Сибири».
Существующий сегодня герб Тюмени создан в 1785 году. Как символ города вновь появляется в 1993 году. Официальные символы Тюмени, герб и флаг, а также порядок их использования утверждены решением Тюменской городской думы от 28 апреля 2005 года, после чего их утвердил Геральдический совет при Президенте РФ и занёс в Государственный геральдический регистр Российской Федерации.
На современном официальном гербе Тюмени в лазоревом поле на серебряном пониженном волнообразном поясе изображено золотое, плывущее судно (дощаник) с мачтой без парусов, рулём и флюгерами с двумя косицами: один — на мачте, другой — на носу судна. Щит увенчан золотой башенной короной о пяти зубцах, дополненной внизу золотым лавровым венком.
Щит держат чёрные бобр и лис с серебряными глазами и клыками, стоящие на золотом трофее, состоящем из алебард, знамён, барабанов с круглым щитом посредине. Девиз «От сего града начинается» начертан серебром на лазоревой ленте.
Герб существует в трёх равноправных версиях, имеющих одинаковый правовой и репрезентативный статус: герб полный, средний (с короной) и малый.
Флаг представляет собой прямоугольное полотнище с отношением высоты к длине 2:3. Он состоит из трёх горизонтальных полос синего (вверху), белого (в центре) и синего цветов. На верхней синей полосе, у древка, изображена фигура из герба города Тюмени — судно жёлтого цвета с мачтой без парусов, рулём и двумя флюгерами на мачте и на носу.

## История

### Древняя история и Средние века

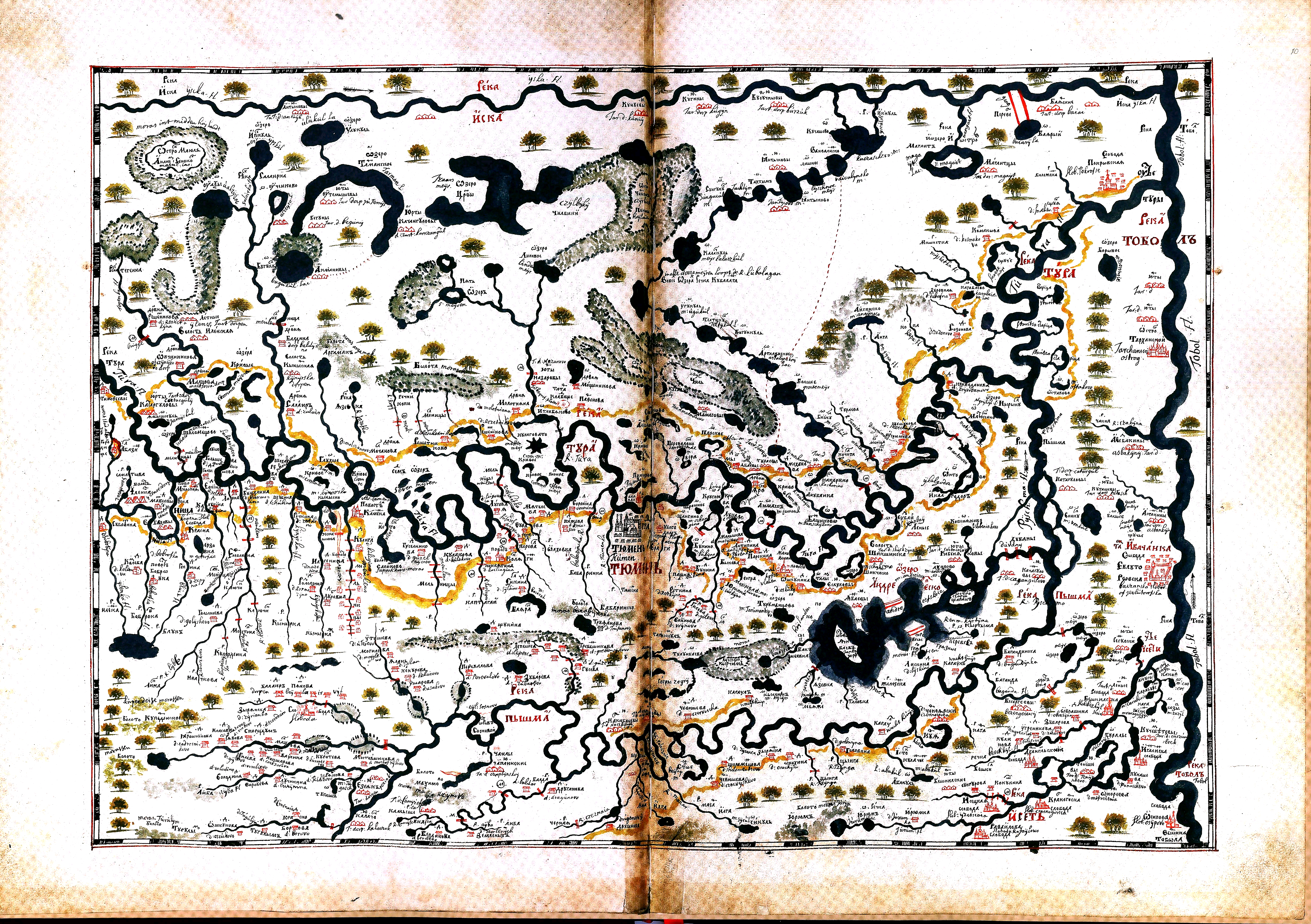
Карта Тюмени с окрестностями конца XVII века из «Чертёжной книги Сибири, составленной тобольским сыном боярским Семёном Ремезовым в 1701 г.», — СПБ, 1882

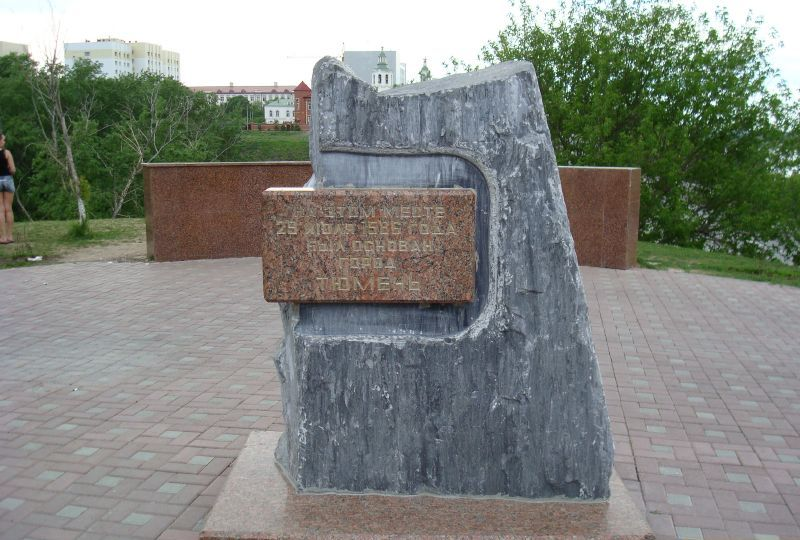
Камень на месте основания города

Первые следы пребывания человека на территории современной Тюмени обнаруживаются на берегах Андреевского озера (козловская и кошкинская археологические культуры эпохи неолита) и на левом берегу Туры (саргатская культура раннего железного века).
В XIII—XVI веках на берегу реки Тюменки находилась столица Тюменского ханства Чинги-Тура (Чимги-Тура).
Впервые название «Тюмень» упоминается в 1406 году в Архангелогородском летописце (Устюжский летописный свод), где говорится (л. 215 об. — 216):
Тое же зимы царь Женибек уби Тактамыша в Сибирскои земли близ Тюмени, а сам седе на Орде.
В 1549 году дипломат Сигизмунд фон Герберштейн, посетивший Москву, написал книгу «Записки о Московии», где было упомянуто царство Тюмень:
...вблизи находится царство Тюмень, государь которого татарин и на их языке называется тюменским царем, т.е. rex in Tumen, и он не так давно причинил большой ущерб государю Московии...
Ко времени завоевания Сибири Чинги-Тура уже потерял свое влияние и 1 августа 1581 года был взят штурмом казаками.

### Тюменский острог
Строительство русского Тюменского острога было начато 29 июля (8 августа) 1586 года недалеко от Чинги-Туры, по указу царя Фёдора Ивановича. Об этом событии в краткой сибирской летописи сказано:
Лета 7093 посланы воеводы с Москвы Василие Борисов Сукин, да Иван Мясной, да письменный голова Данило Чулков с тремя сты человек, поставиша град Тюмень июля в 29 день, еже Чимги слых…

Также к основанию города имел отношение и голова Тюменских служилых татар Майтмас Ачекматов, который: 
Ставил … с русскими служилыми людьми три города — Тобольск, Тюмень, Тару...

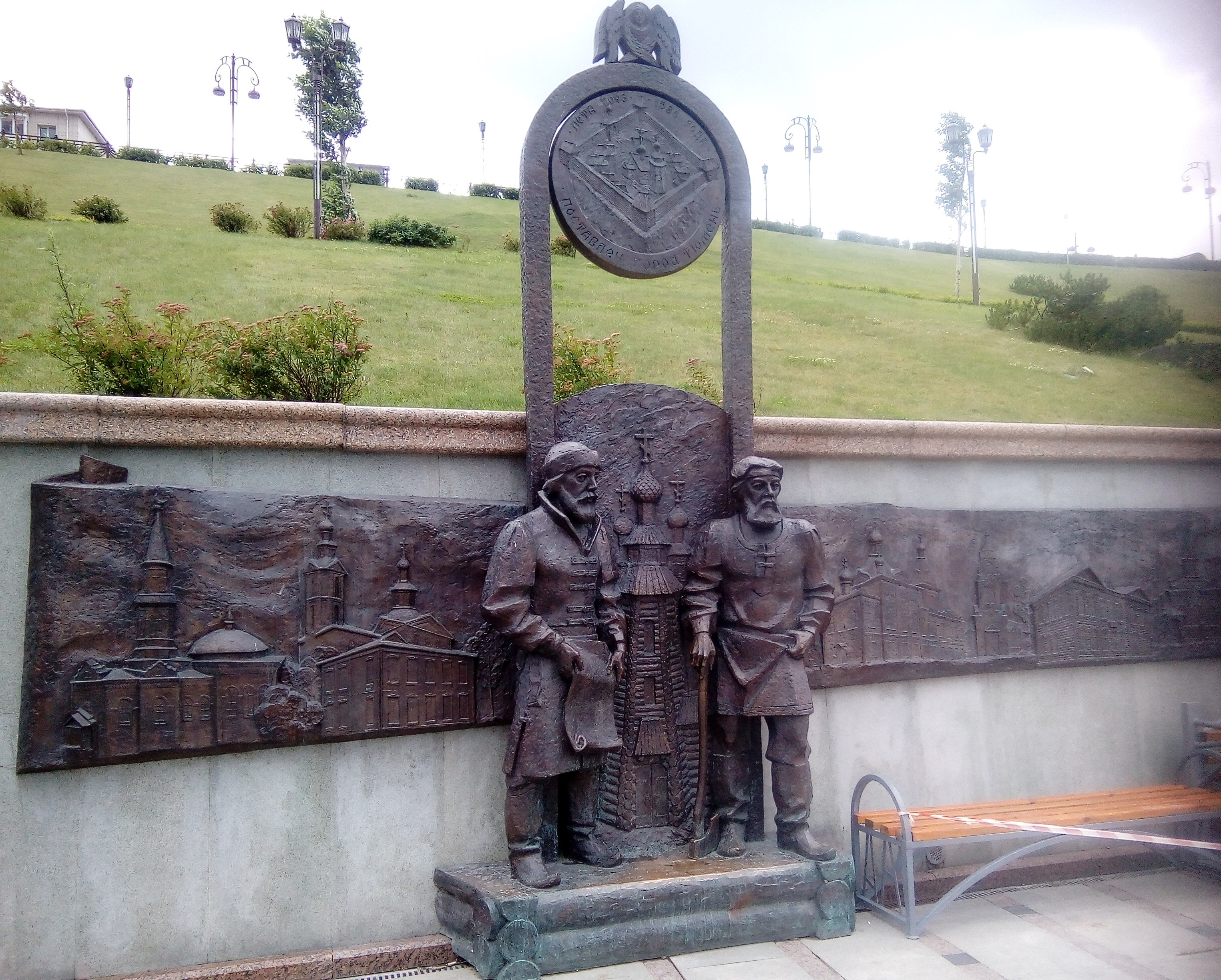
Скульптура с основателями Тюмени, воеводами Мясным и Сукиным, на набережной реки Туры

Для крепости был выбран просторный мыс, ограниченный с запада оврагами и речкой Тюменкой, с востока — Турой.

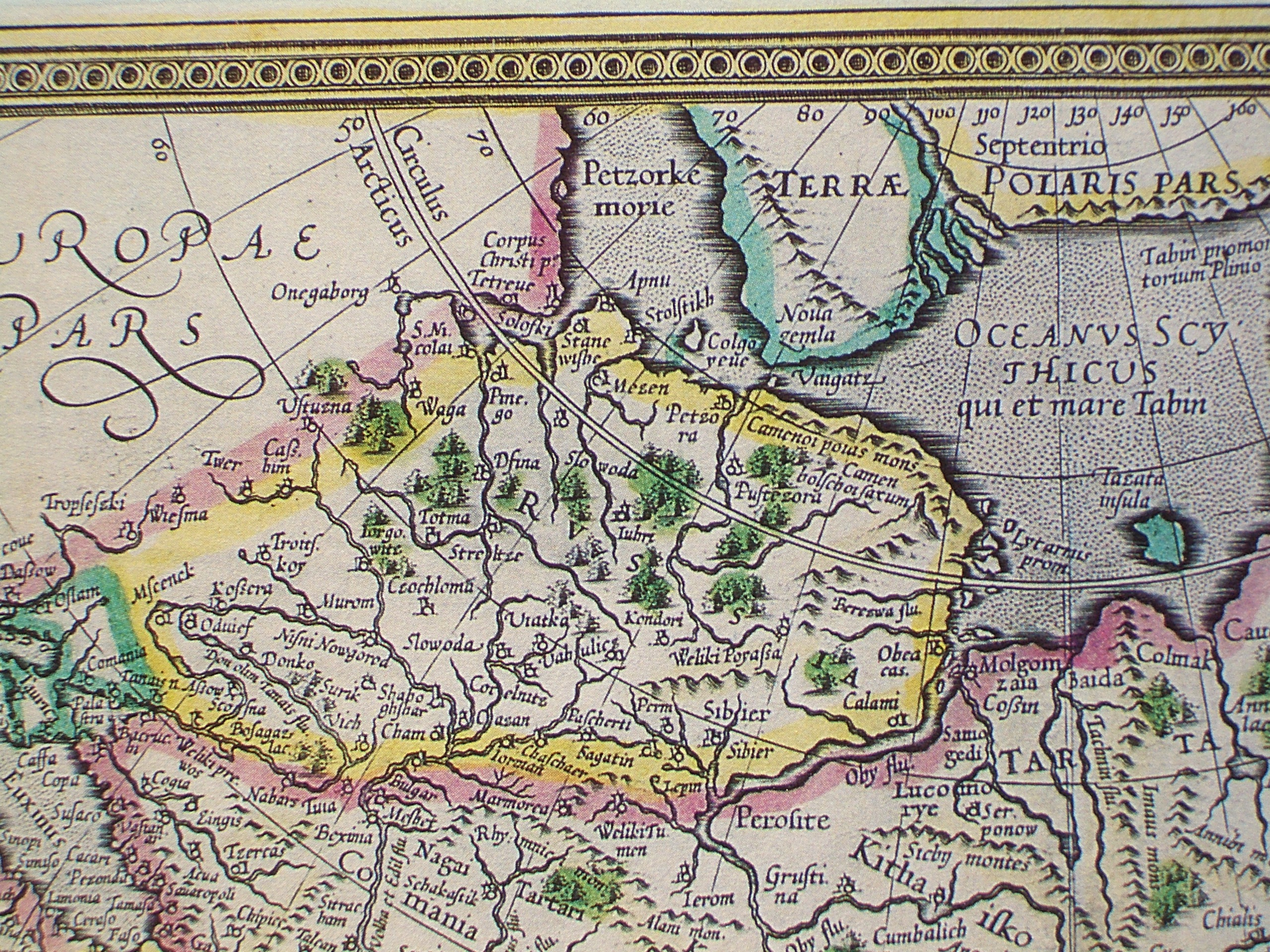
Weliki Tumen в Атласе Г. Меркатора (1595)

Тюмень была поставлена на древней караванной дороге из Средней Азии в Поволжье, на так называемом «Тюменском волоке», за который шла вековая борьба кочевников южной Сибири. Водные артерии связывали Тюмень с землями Крайнего Севера и далёкого Востока. Первоначальное население города соответствовало его пограничному положению. Город заселялся в основном пермскими, сольвычегодскими, устюжскими переселенцами:8. Первое место среди жителей Тюмени принадлежало служилым людям: детям боярским, стрельцам, казакам. В Тюмени находилась одна из первых в Сибири ямских слобод, основанная в 1605 году. В 1618 году монахом Нифонтом был основан Троицкий монастырь:11.
В первые годы город подвергался нападениям татар и калмыков. В 1640—1642 годах, при воеводе Григории Барятинском, центральная часть города была укреплена, образовавшиеся к этому времени слободы (Ямская, Татарско-Бухарская, Кожевенная) обнесены стенами:8. Постепенно, с исчезновением военной угрозы, первоочередным занятием горожан стали ремёсла. Широкого развития достигло кузнечное, колокольное, мыловаренное, кожевенное производство.
В 1695 году в городе произошёл пожар, в результате которого деревянный город сгорел. После этого началось каменное строительство, которое, впрочем, уступало деревянному.

### Уездный город
В 1708 году Тюмень была включена в состав учреждённой Сибирской губернии.
С 1709 года Тюмень входила в состав Сибирской губернии, а в 1782 году стала уездным городом Тобольского наместничества, с 1796 — Тобольской губернии.
В XIX веке одновременно с упадком Тобольска город входит в полосу расцвета. Особый импульс его развитию придало проведение в город Транссибирской магистрали. Неслучайно адмирал Посьет, настоявший на тюменском маршруте железной дороги, был удостоен звания почётного гражданина города. Главным городским производством в Тюмени XIX века было кожевенное — во второй половине XIX века в городе действовало до семидесяти кожевенных заводов; до второй половины XIX века было развито также ковроткачество:10. Тюмень была и важным центром торговли. С 1845 года до начала XX века в Тюмени ежегодно проводилась крупная Васильевская ярмарка:10, в городе проходила также международная жировая ярмарка. К концу столетия действовало более десяти учебных заведений, в том числе Александровское реальное училище (основано в 1879 году), женское и уездное (открыто в 1883 году) училища, а также ряд приходских училищ, старейшее из которых — Знаменское — было основано в 1796 году:10.

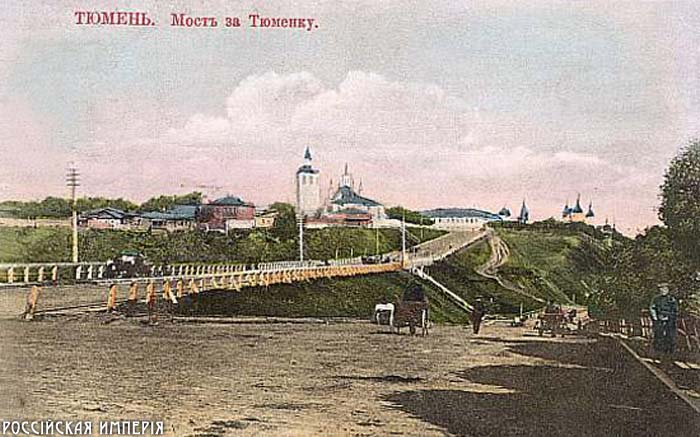
Дореволюционная открытка

В 1869 году появилась типография Константина Высоцкого — первая частная типография в Тобольской губернии. За ней последовали типографии А. Крылова (1897), А. Афромеева (1910), товарищества «А. Брюханов и К°» (1910). Высоцкий издавал и первую частную газету Тобольской губернии — «Сибирский листок объявлений» (1879).
В 1885 году была сдана в эксплуатацию железная дорога Екатеринбург—Тюмень, сооружённая по проекту Е. В. Богдановича. Открытие вокзала станции Тюмень состоялось 5 (17) декабря 1885 года. Во время гражданской войны в нём располагался штаб Восточного фронта Белой армии. В 1900 году Екатеринбург-Тюменская линия вошла в состав Пермской железной дороги. В 1913 году строилась Тюмень-Омская железная дорога, соединившая Пермскую дорогу с Транссибирской магистралью.

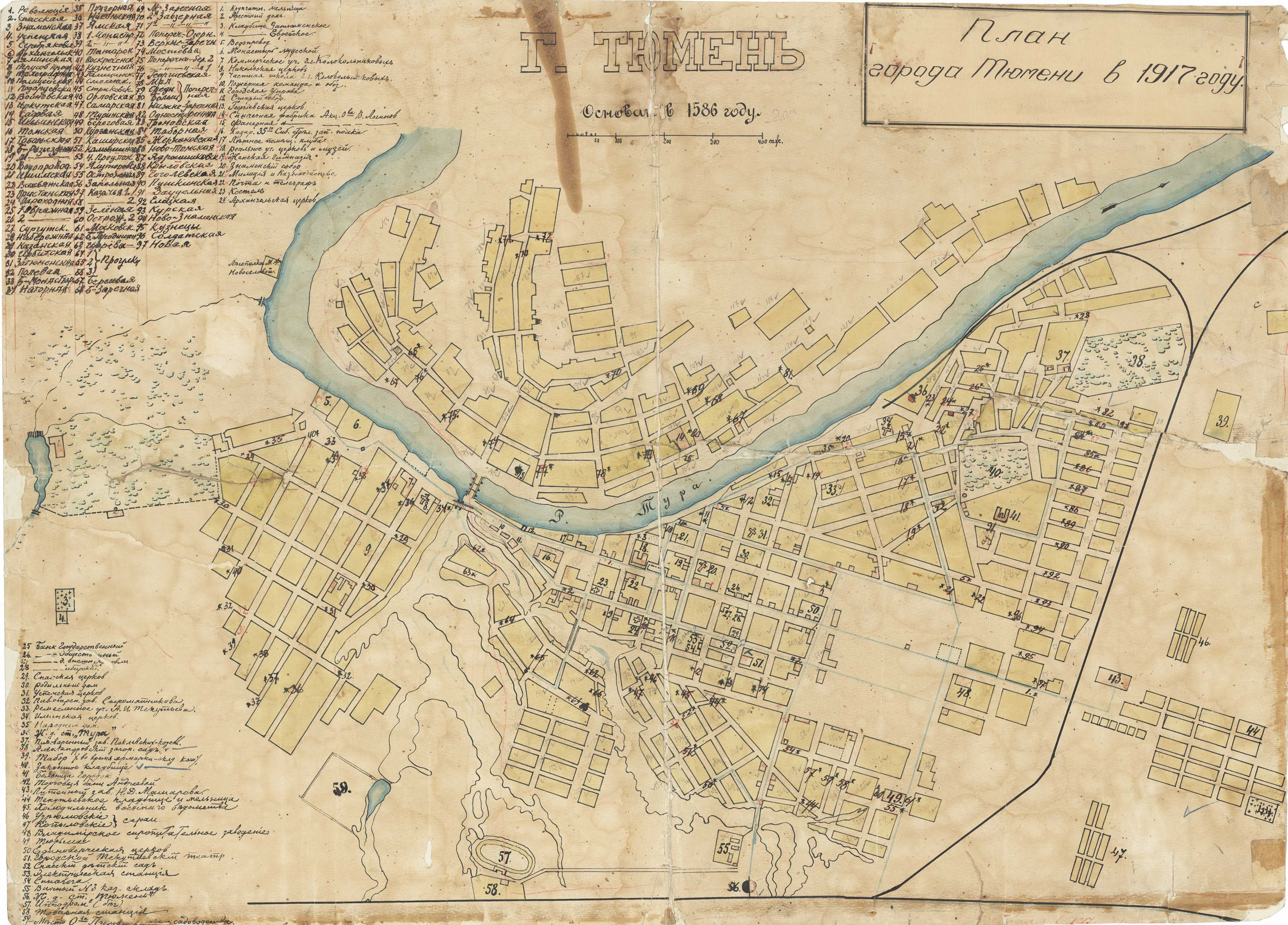
Карта Тюмени 1917 года

Промышленность Тюмени в 1915 году:
| Производство     | Число предприятий | Сумма производства (тыс. руб.) | Число рабочих |
| ---------------- | ----------------- | ------------------------------ | ------------- |
| Мукомольное      | 4                 | 1785,3                         | 252           |
| Механическое     | 3                 | 3910,2                         | 60            |
| Судостроительное | 8                 | 727                            | 1310          |
| Кожевенное       | 20                | 700                            | 200           |
| Спичечное        | 1                 | 300                            | 327           |
| Лесопильное      | 7                 | 240                            | 311           |
| Кирпичное        | 15                | 150                            | 170           |
| Прочие           | 62                | 547,8                          | 553           |
| Итого            | 120               | 8360,3                         | 3183          |

### Революционное движение. Гражданская война

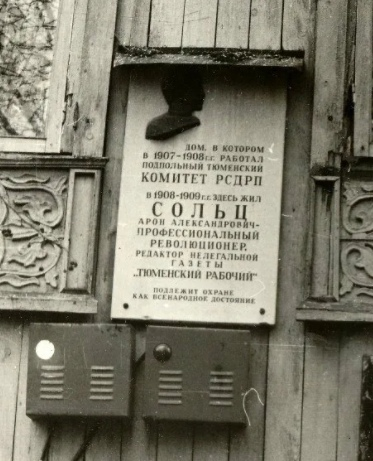
Дом Сольца (улица Сакко, д. 32)

Революционные рабочие волнения 1905 года, прокатившиеся по России, дошли и до Тюмени. Так 9—10 мая пристанские рабочие затребовали сокращения рабочего дня с 14 до 11 часов, владельцы пароходов их требование выполнили. 28 мая 1905 года в Тюмени произошла первая массовая забастовка. Около 3 тыс. жителей, в основном грузчики пристани вышли в центр города, полиция договорилась с протестующими о выборе делегации из рабочих для переговоров с владельцами пароходов. Рабочие пошли по другим заводам, мельницам, увеличив количество протестующих. Протестующие закрывали лавки, магазины, некоторые просили денег у богатых. В ответ в городе ввели военные патрули. 4 дня в городе никто не работал. В результате рабочие промышленных заводов добились снижения рабочего дня до 9 часов и увеличения зарплаты.
8 января 1906 года появляются первые листовки. Первые участники тюменской ячейки РСДРП были арестованы. Зимой члены партии разделились на фракции большевиков и меньшевиков.
В 1907 году, сосланный в Тюмень, Арон Сольц возглавляет работу тюменского комитета РСДРП (б). Он организовывает тайную типографию на улице Большая Разъездная (сейчас улица Сакко), где 10 сентября 1908 года выходит первый выпуск газеты «Тюменский рабочий». При нём количество тюменских большевиков резко возрастает. В 1909 году его высылают в Туринск.
В результате февральской революции 1917 года в России приходит к власти Временное правительство. 2 марта в Тюмени был создан Временный исполнительный комитет. РСДПР создаёт в ответ Совет рабочих, солдатских и крестьянских депутатов, где хозяйничали меньшевики. 9 июля 1917 года прошли выборы в городскую думу, где почти все места заняли эсеры и меньшевики. 4 августа через город проехал в тобольскую ссылку со свитой бывший император Николай II. 10 августа Царская улица была переименована в улицу Республики.
В результате октябрьской революции 1917 года в стране захватывают власть большевики. В Тюмени Совет рабочих, солдатских и крестьянских депутатов согласно призыву Всероссийского Совета крестьянских депутатов не поддержал большевиков. Не поддержали большевиков и другие представители власти города. 6 декабря был избран первый партком РСДПР (б). 3 января 1918 года представители 14 профсоюзов города призвали передать власть Совету. Часть депутатов заменили на большевиков, 5 января Совет депутатов признал новую власть. 23 января Совет избрал новый Исполком. Председателем стал Г. П. Пермяков. Располагался Совет на улице Семакова (Подаруевской), дом 2. 30 января новый Совет был поддержан съездом крестьян Тюменского уезда. Влияние большевиков в городе было незначительно, сформировать Красную гвардию они не смогли. Совет пригласил представителей Красной гвардии из Екатеринбурга, Перми и Омска. 23 февраля в Тюмень прибывают вооружённые отряды, которые занялись обысками и конфискацией денег, продуктов, оружия и других средств. Общая численность 5 вооружённых отрядов до 500 человек. Комиссары были поставлены в милиции, банках и казначействе. Совдеп находился в полном подчинении прибывших отрядов. Захвачены почта, железнодорожная станция, телеграф, разогнаны городская Дума и полиция. Руководил установлением власти Советов в городе Запкус.
В марте в Тюмени был создан отряд Красной Армии. 5 апреля 1918 года Тобольская губерния была переименована в Тюменскую решением Тюменского Совета депутатов. В Тюмени началось формирование губернских органов власти. Председателем губернского Совет рабочих, солдатских и крестьянских депутатов был выбран Н. М. Немцов. Военным комиссаром — Г. П. Пермяков.
В период Гражданской войны отряды белочехов, поддерживающих Временное правительство, захватывают 25 мая Екатеринбург, 2 июня — Курган, 7 июня — Омск. Основные отряды белогвардейцев выдвинулись из Омска вдоль железной дороги. Высланные навстречу красноармейские и добровольческие соцсомольские отряды были разбиты. 13 июня на пароходе по рекам прибывают партийные работники Омской, Тобольской губерний. Далее большевики эвакуировались по железной дороге и по Туре пароходами до Туринска, перед сдачей вывезли из города: золото, драгоценности, документы.
20 июля 1918 года Тюмень была занята белогвардейцами, 8 августа 1919 года отряды 51-й дивизии В. К. Блюхера вошли в город.
В период с апреля по июль 1918 года (когда Тюмень была занята белочехами), а затем с 21 апреля 1920 года по 3 ноября 1923 года Тюмень была центром Тюменской губернии. С 3 ноября 1923 года по 17 января 1934 года — центром Тюменского округа в составе Уральской области.

### Областной центр
17 января 1934 года Постановлением ВЦИК Уральская область разделена на три области — Свердловскую с центром в г. Свердловске, Челябинскую область с центром в г. Челябинске и Обско-Иртышскую область с центром в г. Тюмени.
С 7 декабря 1935 года по 14 августа 1944 года Тюмень находилась в составе Омской области.
В годы Великой Отечественной войны значительно вырос и промышленный потенциал города за счёт эвакуированных из Европейской части СССР предприятий.
В 1942 году на тюменском заводе № 241 был построен единственный экземпляр крылатого танка, разрабатывавшегося с 1941 по 1943 год авиаконструктором Антоновым: предполагалось буксировать по воздуху танк Т-60, погружённый на планёр КТ («Крылья танка»). В 1943 году танк был снят с производства.
14 августа 1944 года была образована Тюменская область, центром которой стала Тюмень.
Во время Великой Отечественной войны в город было эвакуировано тело В. И. Ленина; функции мавзолея временно исполняло здание нынешней Тюменской государственной сельскохозяйственной академии.
В феврале 1944 года тюменская милиция в течение двух недель собирала по городу котов и кошек для отправки в Эрмитаж, где за время блокады развелось множество грызунов, представлявших угрозу для произведений искусства. 238 «усатых стражей» было отправлено в северную столицу, где они дали начало новой популяции ленинградских кошек.
После открытия в Тюменской области в 1960-х годах крупных месторождений нефти и газа вся жизнь города была подчинена выполнению нефтесервисных и транспортных функций, необходимых для обеспечения потребностей Тюменского Севера.
В 1973 году в Тюмени был похоронен генеральный секретарь компартии Греции Никос Захариадис (1903—1973). В декабре 1991 года перезахоронен в Афинах.
31 августа 1991 года, после распада СССР, в Тюмень был переведён Рижский ОМОН.

## Административное деление

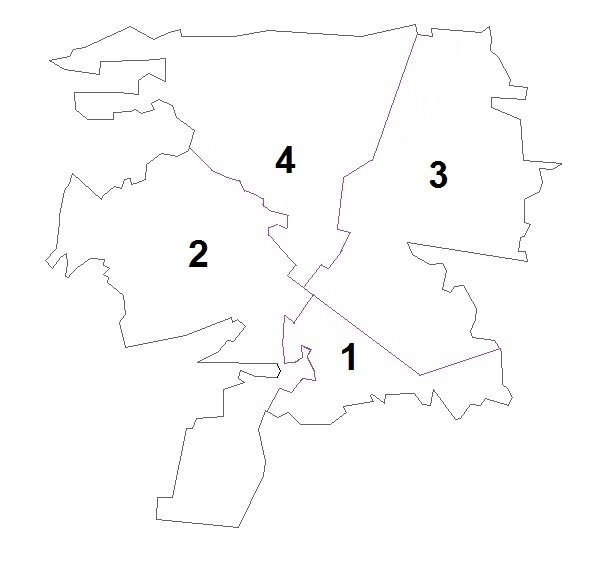
Административные округа города Тюмени

Город разделён на четыре административных округа:
| № на карте | Название                           | Население (чел.) | Площадь (км²) |
| ---------- | ---------------------------------- | ---------------- | ------------- |
| 1          | Восточный административный округ   | 254 119          | 59,9          |
| 2          | Калининский административный округ | 217 808          | 204,2         |
| 3          | Ленинский административный округ   | 180 869          | 218,1         |
| 4          | Центральный административный округ | 194 692          | 126,5         |

Административные округа не являются муниципальными образованиями.
Город Тюмень в рамках административно-территориального устройства области является центром Тюменского района, в который не входит, составляя отдельное от него административно-территориальное образование — город (областного значения).
В рамках муниципального устройства он образует одноимённый городской округ город Тюмень с единственным населённым пунктом в его составе.
Площадь территории города в пределах городской черты составляет 490,82 км², тогда как общая площадь всего городского округа составляет 698,37 км².

### Органы власти
Органы местного самоуправления Тюмени сформированы на основании Устава города, принятого в 2005 году.
Главой города Тюмени является лицо, назначаемое на должность Тюменской городской Думой. С 30 мая 2024 года эту должность занимает Максим Викторович Афанасьев.
Представительный орган городского самоуправления и законодательной власти — Тюменская городская Дума, состоящая из 36 депутатов. Председателем Думы является Евгений Борисович Заболотный.

## Население
| 1624     | 1741     | 1856     | 1859     | 1868     | 1869     | 1897     | 1912     | 1913     | 1923     | 1926     | 1931     |
| -------- | -------- | -------- | -------- | -------- | -------- | -------- | -------- | -------- | -------- | -------- | -------- |
| 479      | ↗4160    | ↗11 200  | ↗13 186  | ↗14 408  | ↘13 824  | ↗29 500  | ↗32 236  | ↗39 200  | ↗43 426  | ↗50 252  | ↗57 970  |
| 1933     | 1937     | 1939     | 1956     | 1959     | 1962     | 1967     | 1970     | 1973     | 1975     | 1979     | 1982     |
| ↗64 600  | ↗76 478  | ↗79 205  | ↗125 000 | ↗150 195 | ↗174 000 | ↗240 000 | ↗268 526 | ↗299 000 | ↗330 000 | ↗358 992 | ↗387 000 |
| 1985     | 1986     | 1987     | 1989     | 1990     | 1991     | 1992     | 1993     | 1994     | 1995     | 1996     | 1997     |
| ↗430 000 | ↗432 000 | ↗456 000 | ↗476 869 | ↗486 000 | ↗494 000 | ↗496 000 | ↘493 000 | ↘491 000 | ↗492 000 | ↗495 000 | ↗499 000 |
| 1998     | 1999     | 2000     | 2001     | 2002     | 2003     | 2004     | 2005     | 2006     | 2007     | 2008     | 2009     |
| ↗500 000 | ↗503 800 | ↘503 400 | ↘500 200 | ↗510 719 | ↘510 700 | ↘510 300 | ↗538 300 | ↗542 500 | ↗549 900 | ↗560 000 | ↗570 349 |
| 2010     | 2011     | 2012     | 2013     | 2014     | 2015     | 2016     | 2017     | 2018     | 2019     | 2020     | 2021     |
| ↗581 907 | ↘581 800 | ↗609 650 | ↗634 171 | ↗679 861 | ↗697 037 | ↗720 575 | ↗744 554 | ↗768 358 | ↗788 666 | ↗807 271 | ↗847 488 |
| 2023     | 2024     | 2025     |          |          |          |          |          |          |          |          |          |
| ↗855 618 | ↗861 098 | ↗872 077 |          |          |          |          |          |          |          |          |          |

Продолжительность жизни в 2019 году: мужчины − 67,5 года, женщины − 77,8.
На 1 января 2025 года по численности населения город находился на 18-м месте из 1124 городов Российской Федерации., на 4-м месте — за Уралом и на 3-м — в Уральском федеральном округе.
На 1 января 2019 года численность города Тюмень увеличилась до 788 666 человек. В декабре 2019 года в Тюмени родился 800-тысячный житель города.
На 1 января 2020 года численность населения Тюмени составила 807,4 тыс. человек.
Демография
2012 год. В 2012 году в городе родилось 10 674 ребёнка (109,7 % к 2011 году). Число умерших за 2012 год составило 6134 человека (103,0 % к 2011 году), естественный прирост населения составил 4540 человек (в 2011 году за этот же период — 3779 человек).
За 12 месяцев 2012 года сложился миграционный прирост — 19,7 тыс. человек. Численность населения города увеличилась за счёт внутрирегиональной миграции на 9,9 тыс. человек, миграции из других регионов России — на 3,8 тыс. человек, прироста населения из государств-участников СНГ — 5,6 тыс. человек, стран дальнего зарубежья — 477 человек.
2013 год. Численность населения города за 2013 год увеличилась на 23 084 человека и составила 680,1 тыс. человек. За 2013 год в городе родился 11 101 ребёнок (104 % к соответствующему периоду 2012 года). Число умерших за 2013 год составило 6006 человек (что на 2,1 % меньше, чем в соответствующем периоде 2012 года), естественный прирост населения составил 5095 человек (в 2012 году за этот же период — 4540 человек).
За 2013 год миграционный прирост составил 17 989 человек. Численность населения города увеличилась за счёт внутрирегиональной миграции на 9385 человек, международной миграции — на 5640 человек и миграции из других регионов России — на 2964 человека.
2014 год. Численность населения города за январь — май 2014 года увеличилась на 8392 человека и составила 699.5 тыс. человек. За январь — май 2014 года в городе родилось 4760 человек (110,7 % к соответствующему периоду 2013 года). Число умерших за январь — май 2014 года составило 2530 человек (100,9 % к соответствующему периоду 2013 года), естественный прирост населения составил 2230 человек (в 2013 году за этот же период — 1793 человека).
По результатам исследования департамента социологии Финансового университета при правительстве РФ 2015 и 2016 года Тюмень была признана городом с самым высоким качеством жизни в России.
Национальный состав
По данным переписей населения 2010 и 2021 годов национальный состав городского округа Тюмень:
| Народность                          | Численность 2010 | Численность 2010                     | Численность 2021 | Численность 2021                     |
| Народность                          | человек          | % от указавших принадлежность / всех | человек          | % от указавших принадлежность / всех |
| ----------------------------------- | ---------------- | ------------------------------------ | ---------------- | ------------------------------------ |
| русские                             | 468 186          | 84,4 % / 77,4 %                      | ↗571 048         | ↗86,5 % / ↘67,4 %                    |
| татары                              | 33 984           | 6,1 % / 5,6 %                        | ↘30 101          | ↘4,6 % / ↘3,6 %                      |
| украинцы                            | 9312             | 1,7 % / 1,5 %                        | ↘7148            | ↘1,1 % / ↘0,8 %                      |
| азербайджанцы                       | 6153             | 1,1 % / 1,0 %                        | ↘4928            | ↘0,7 % / ↘0,6 %                      |
| армяне                              | 5226             | 0,9 % / 0,9 %                        | ↘4553            | ↘0,7 % / ↘0,5 %                      |
| немцы                               | 3480             | 0,6 % / 0,6 %                        | ↘2369            | ↘0,4 % / ↘0,3 %                      |
| казахи                              | 2971             | 0,5 % / 0,5 %                        | ↗4682            | ↗0,7 % / ↗0,6 %                      |
| чуваши                              | 2792             | 0,5 % / 0,5 %                        | ↘1583            | ↘0,2 % / ↘0,2 %                      |
| белорусы                            | 2242             | 0,4 % / 0,4 %                        | ↘1469            | ↘0,2 % / ↘0,2 %                      |
| таджики                             | 2024             | 0,4 % / 0,3 %                        | ↗4209            | ↗0,6 % / ↗0,5 %                      |
| прочие                              | 18 053           | 3,3 % / 3,0 %                        | ↗28 127          | ↗4,3 % / ↗3,3 %                      |
| Всего указавших                     | 554 423          | 100,0 % / 91,7 %                     | ↗660 217         | →100,0 % / ↘77,9 %                   |
| Не указали или затруднились указать | 50 393           | — / 8,3 %                            | ↗187 271         | — / ↗22,1 %                          |
| Всего                               | 604 816          | — / 100,0 %                          | ↗847 488         | — / →100,0 %                         |

## Экономика
Фактическое исполнение доходной части бюджета за 2019 год составило 30,449 млрд руб. Расходы бюджета города за 2019 год исполнены в сумме 31,850 млрд руб.
Среднемесячная номинальная начисленная заработная плата в период январь — декабрь 2019 г. составила 63 451 рублей.

### Промышленность

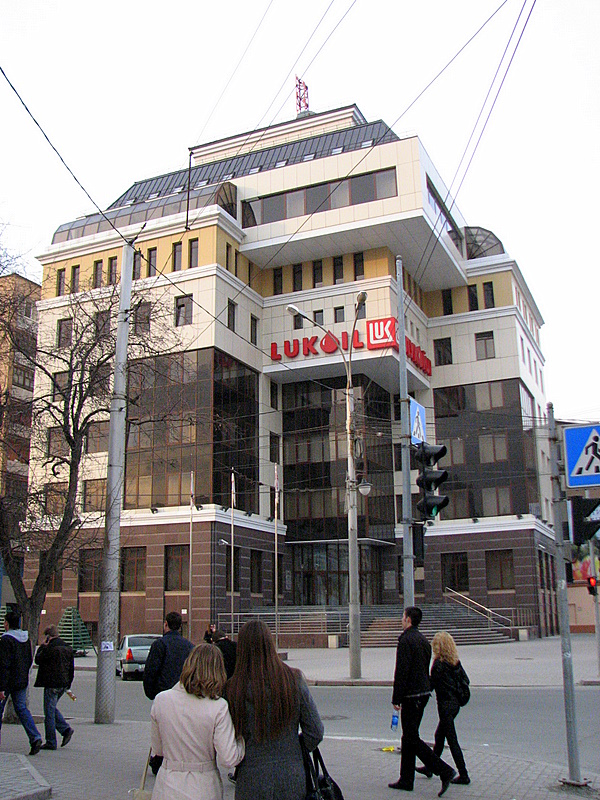
Офис «Лукойла» в Тюмени

В 2017 году крупными и средними предприятиями обрабатывающих производств отгружено товаров собственного производства, выполнено работ и услуг на сумму 271 428,1 млн рублей. Наибольший объём отгруженной продукции приходится на производство нефтепродуктов (Антипинский НПЗ). Значительная доля отгруженной продукции приходится на предприятия, осуществляющие деятельность в сфере производства машин и оборудования, готовых металлических изделий и электрооборудования, электронного и оптического оборудования.

### Гостиницы

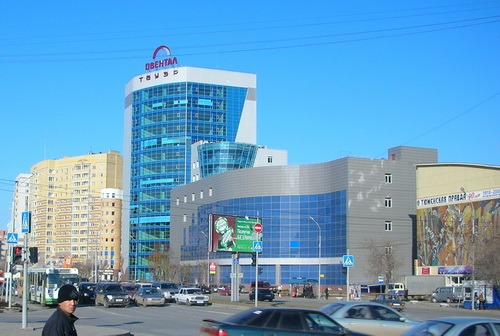
«Овентал Тауэр»

Четырёхзвёздочными гостиницами в Тюмени являются парк-отель «ЛетоЛето» (2018), отель Mercure Тюмень Центр (2015), бутик-отель «Green House» (2012), бизнес-отель «Евразия» (2009), отель «Ремезов» (2010), гостиницу «Hilton» (произведена реконструкция бывшей гостиницы «Тюмень», построенной в середине 1990-х гг.) и гостиницу «Спасская» (2012), входящую в свободную международную сеть Best Western. Крупнейшая гостиница города и главный игрок сегмента три звезды — отель Vostok (бывшая гостиница «Восток» постройки 1960—1970-х годов). Три звезды имеет гостиница «Нефтяник». В Тюмени проектируются или строятся несколько гостиниц, которыми будут управлять международные сети — Accor, Marriott, Carlson Residor, Domina.
Кроме этого в городе расположено несколько десятков малых не классифицированных гостиниц, среди которых «БИЦ», «Колос», «Солнечный ветер», «Искра», «Таёжная», «Домашняя», «Юрга», «Тура», «Астория», «Кентавр». В городе также предлагают свои услуги около 17 различных бюджетных молодёжных мест размещения (хостел), среди которых Дом-хостел «У дедушки Ленина», хостел «Тюмень», «БМ», «Мюсли», «Good Hostel», «Like Hostel» и другие. В городе также работает множество частных предпринимателей, предлагающих свои квартиры в аренду посуточно.

### Транспорт

#### Автомобильный
Автомобильные дороги федерального значения, проходящие через Тюмень:
- Р351 — магистраль Екатеринбург — Тюмень — примыкает с запада, на подходе к городу называется Московским трактом.
- Р401 — автодорога Тюмень — Аэропорт (Рощино).
- Р402 — магистраль Тюмень — Ялуторовск — Ишим — Омск — примыкает с юго-востока, на подходе к городу называется Ялуторовским трактом.
- Р404 — магистраль Тюмень — Ханты-Мансийск, через Тобольск, Сургут, Нефтеюганск — примыкает с востока, на подходе к городу называется Тобольским трактом.

Автомобильные дороги регионального значения, проходящие через Тюмень:
- Окружная автодорога «Обход г. Тюмени» — соединяет дороги Р-351, Р-401, Р-402, Р-404, М-51 и обеспечивает проезд транзитного автотранспорта, минуя Тюмень.
- Автодорога Тюмень — Каменка — гр. Свердловской обл. — примыкает с запада, на подходе к городу называется Ирбитским трактом.
- Автодорога Тюмень — Салаирка — гр. Свердловской обл. — примыкает с северо-запада, на подходе к городу называется Салаирским трактом.
- Автодорога Тюмень — Нижняя Тавда — примыкает с севера, на подходе к городу называется Велижанским трактом.
- Автодорога Тюмень — Криводаново (Старотобольский тракт), 3—4 техническая категория.
- Автодорога Тюмень — Боровский — Богандинское, 2—3 техническая категория.
- Автодорога Обход г. о. Тюмень, 1 техническая категория.
- Автодорога Труфаново — Воронино.
- Автодорога Княжево — Верхний Бор.
- Автодорога подъезд к пос. Березняковскому.

Междугородное и пригородное автобусное сообщение осуществляется от автовокзала Тюмени.

#### Воздушный

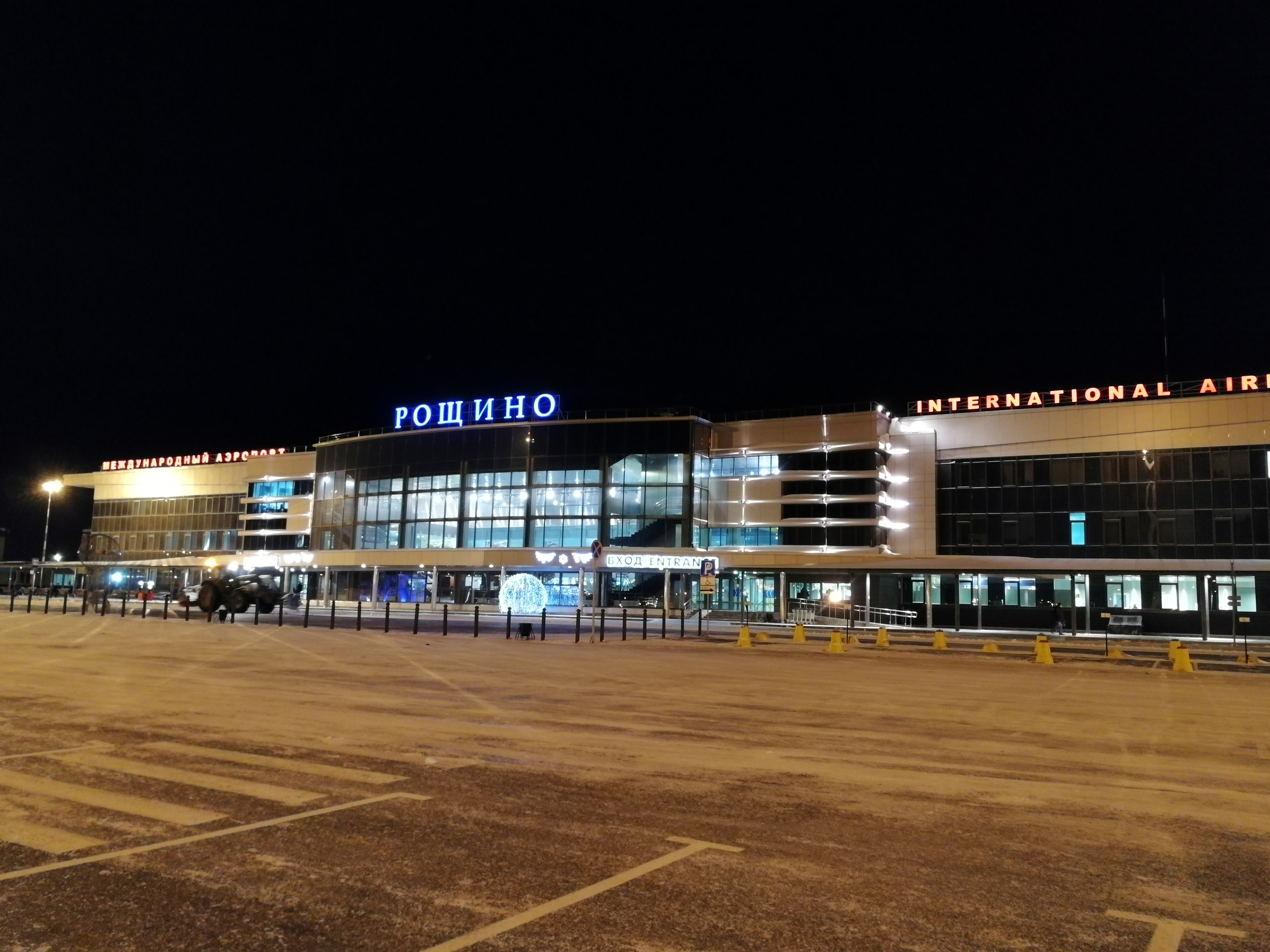
Международный аэропорт Рощино им. Д. И. Менделеева

В Тюмени 2 аэропорта: Плеханово и Рощино.
Главными воздушными воротами города является международный аэропорт Рощино, который имеет статус федерального значения и допущен к приёму 17 основных типов воздушных судов и всех типов вертолётов. В 1998 году здание аэропорта было реконструировано, в нём был выделен международный терминал. Последняя реконструкция воздушной гавани Тюмени была произведена в 2016 году.

#### Железнодорожный

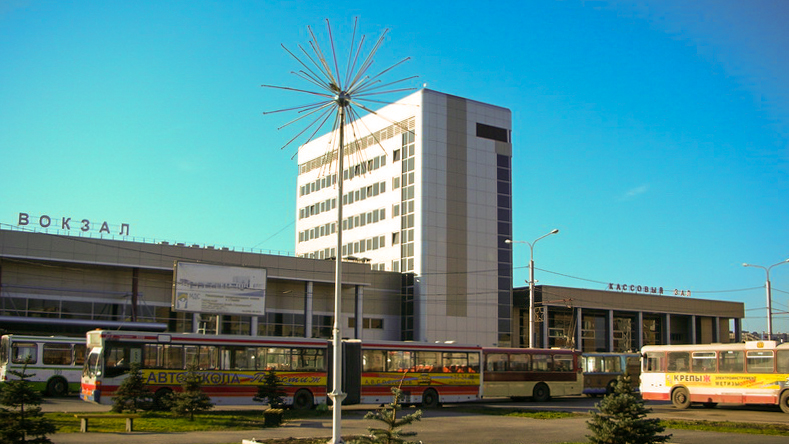
Железнодорожный вокзал

Тюмень — железнодорожный узел на Транссибирской магистрали, от которой здесь ответвляется линия на Тобольск, Сургут, Нижневартовск. От города расходятся железнодорожные ветки на Екатеринбург, Новый Уренгой, Нижневартовск, Омск.
Впервые железная дорога пришла в город в 1885 году. Современное здание железнодорожного вокзала было построено в 1974 году. В 2003—2010 годах здание вокзала подверглось капитальной реконструкции и ремонту.

#### Городской транспорт
С 11 июня 1970 до 5 октября 2009 года курсировал троллейбус. До 2020 года (закрытие московского троллейбуса) тюменский троллейбус был крупнейшей из закрытых троллейбусных систем России, Тюмень стала крупнейшим в России городом без электротранспорта (ранее таковым был город Архангельск). В советское время также существовали планы создания в быстро развивающемся городе скоростного трамвая. Идеи создания скоростного внеуличного транспорта в настоящее время обсуждаются, к концу 2022 должна появиться проектная документация.
Для транспортного обслуживания населения на территории города Тюмени действует автобусная маршрутная сеть, включающая в себя 134 маршрута общей протяжённостью 2131,80 км, в том числе 87 городских и 47 пригородных.
Инвентарное число пассажирского транспорта города Тюмени на 1 апреля 2009 года составляет 1152 единиц частных (в основном) и муниципальных автобусов, в том числе: маршрутные такси — 608 единиц, автобусы пассажирских парков — 238 единиц, автобусы иной формы собственности (ООО, ИП) — 306 единиц.

#### Речной транспорт
Обь-Иртышское речное пароходство. Образовано 2 марта 1963 года как Тюменское линейное речное пароходство на базе Тюменского районного управления речного пароходства.

## Социальная сфера

### Наука и образование

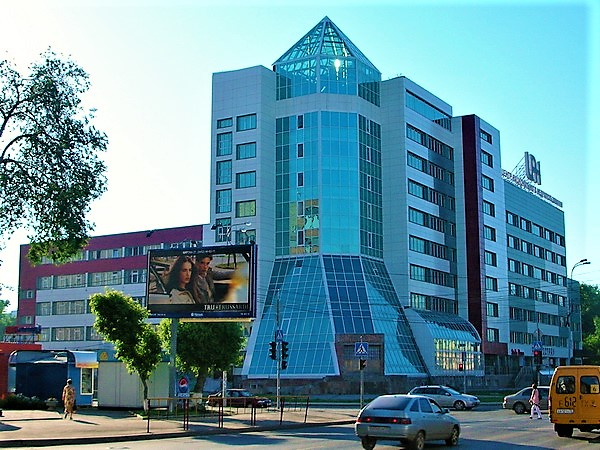
Институт им. В. И. Шпильмана

Нефть и газ Тюменской области способствовали бурному росту в городе научных организаций. Ещё в начале 1990-х годов численность сотрудников НИИ и вузов в Тюмени составляла 11,5 тысяч человек, если добавить обслуживающий персонал — почти 18 тысяч, то есть 10 % трудоспособного населения города.
В областном центре располагаются несколько десятков научно-исследовательских и проектных институтов. Фундаментальная наука представлена Институтом криосферы Земли и Институтом проблем освоения Севера, которые входят в структуру Сибирского отделения РАН. Прикладная наука ориентирована на нужды нефтегазового комплекса. Её лидерами являются «СургутНИПИнефть» (Тюменское отделение), Тюменский филиал ООО «Газпром проектирование», Гипротюменнефтегаз, СибНИИНП, Тюменнефтегеофизика (компания «Интегра»), Институт «Нефтегазпроект», СибНАЦ, Сибнефтеавтоматика (Группа ГМС).
Десятки тысяч студентов обучаются примерно по 120 специальностям в 15 высших учебных заведениях. Профессорско-преподавательский состав включает несколько тысяч человек. В городе также присутствует несколько десятков средних специальных учебных и профессионально-технических училищ, более ста дневных государственных общеобразовательных учреждений, порядка 150 дошкольных учреждений.
Высшие учебные заведения

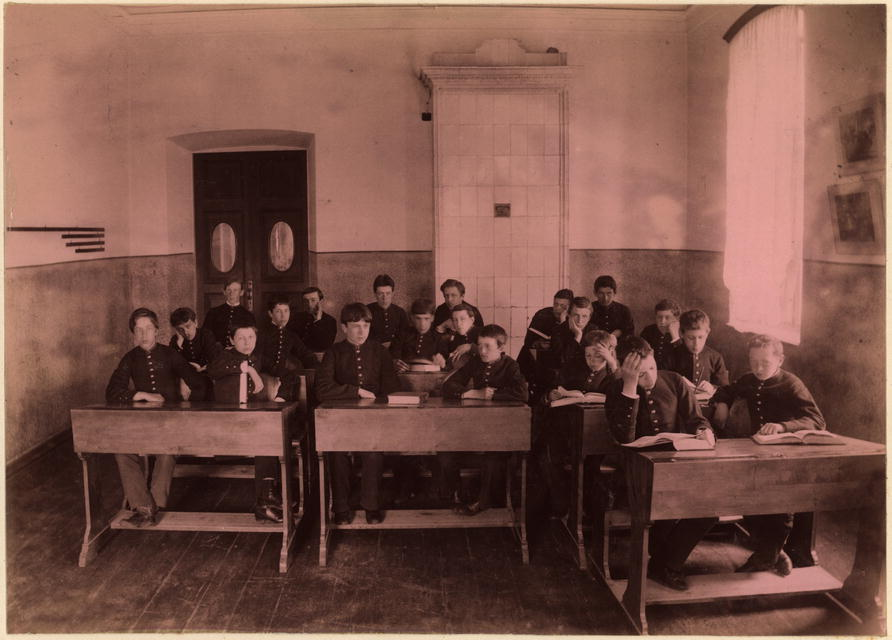
Классная комната в гимназии. Тюмень. 1889 год

- Тюменский государственный институт культуры
- Тюменский государственный университет
- Тюменский государственный медицинский университет
- Тюменский индустриальный университет
- Государственный аграрный университет Северного Зауралья
- Тюменское высшее военно-инженерное командное училище
- Тюменский институт повышения квалификации сотрудников МВД России
- филиал Уральского государственного университета путей сообщения

В 5 крупнейших вузах города в 2008—2009 учебном году обучалось порядка 110 тысяч студентов (сумма численности учащихся, заявленная на сайтах вузов).

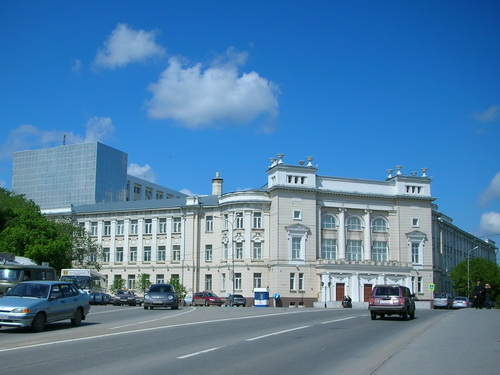
Тюменский индустриальный университет
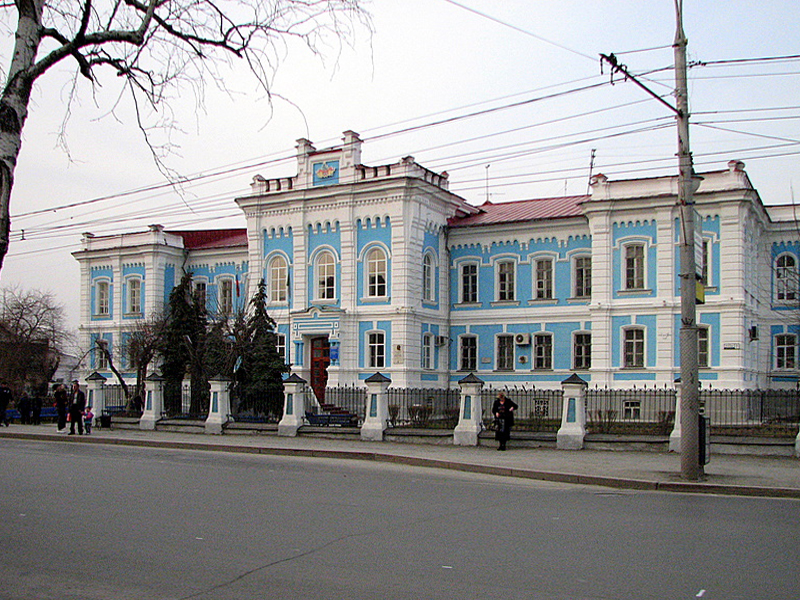
Сельскохозяйственная академия
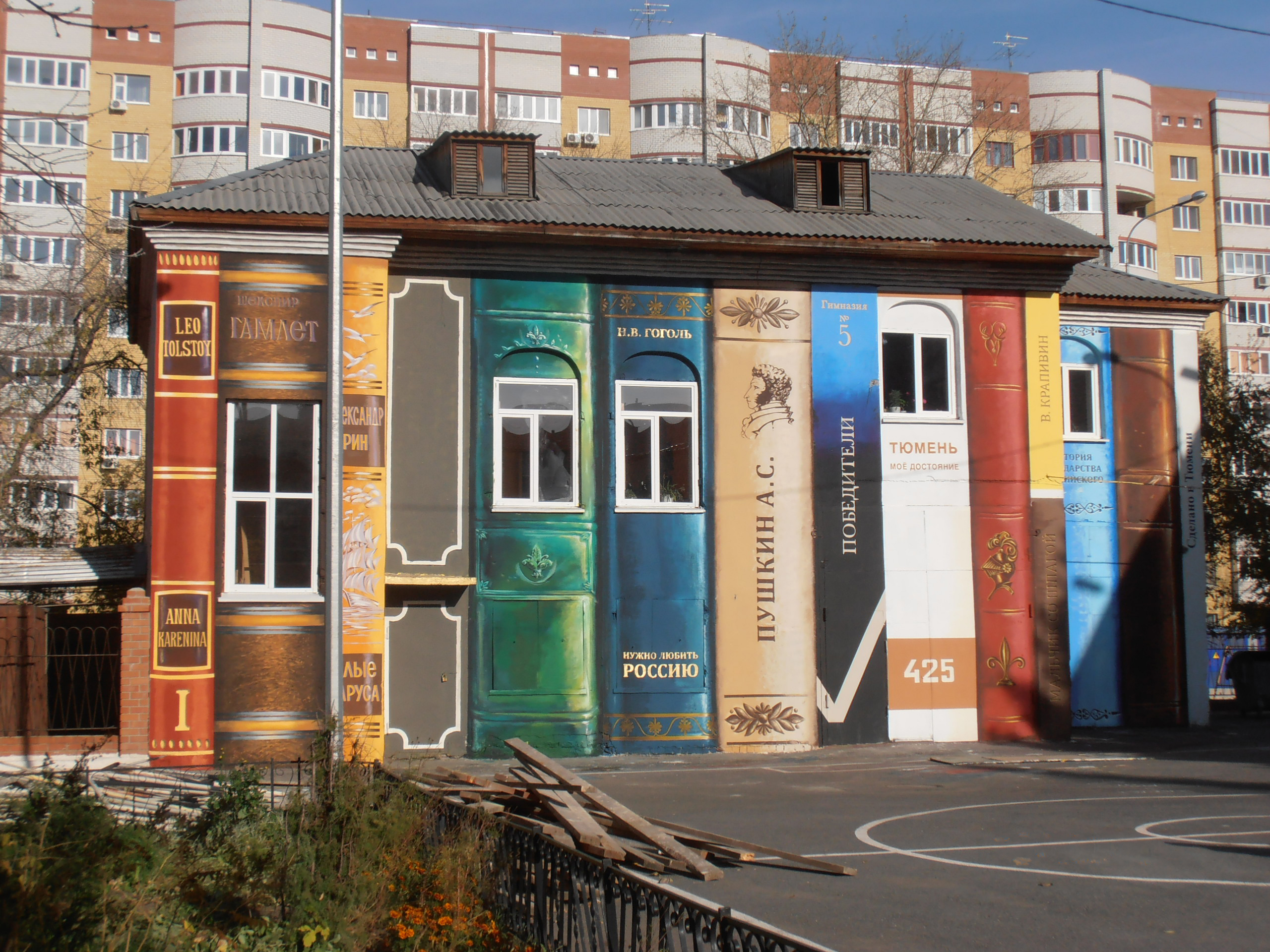
Расписное здание в гимназии №5

В 2013 году на базе Тюменского высшего военно-инженерного командного училища создано Тюменское президентское кадетское училище.
В 2015 году распоряжением Правительства Тюменской области от 19 мая 2015 года № 806-рп "О создании государственного автономного общеобразовательного учреждения Тюменской области «Физико-математическая школа» было организовано уникальное учебное заведение — ГАОУ ТО «ФМШ». Это первая в стране школа, реализующая интенсивные учебные модули, модульное нелинейное расписание.

### Здравоохранение
В 19 больничных учреждениях Тюмени (включая областные и ведомственные) — 4,4 тысячи больничных коек. По числу больничных коек на 10 тыс. человек населения областной центр занимает только 19-е место среди городов Тюменской области, а по обеспеченности поликлиниками — 9-е. Крупнейшие медицинские организации города: ФГБУ «Федеральный центр нейрохирургии» Минздрава РФ, Тюменский кардиологический научный центр.

## Религия

Благовещенский собор — старейшее здание Тюмени (и одно из старейших в Сибири), снесено в 1932 году

В Тюмени представлены следующие основные религии: православие, католицизм, протестантизм, иудаизм, ислам. В городе имеются храмы следующих конфессий и религий:
- православные (РПЦ):
  - Знаменский кафедральный собор
  - Троицкий мужской монастырь
  - Ильинский женский монастырь
  - Церковь Михаила Архангела
  - Крестовоздвиженская церковь
  - Вознесенско-Георгиевская церковь
  - Храм Всех Святых
  - Церковь Трёх Святителей
  - Спасская церковь
  - Храм святого праведного Симеона Богоприимца
  - Храм во имя святого благоверного князя Димитрия Донского
- старообрядческий:
  - Храм Рожества Иоанна Предтечи
- католические:
  - Церковь святого Иосифа Обручника
- протестантские:
  - Церковь христиан веры евангельской
  - Церковь евангельских христиан-баптистов
  - Духовный центр адвентистов седьмого дня
- мусульманские:
  - Тюменская соборная мечеть
  - Казаровская мечеть
  - Матмасовская мечеть (мечеть Абу-Бакр)
  - Мечеть Нигматуллы Хаджи
  - Центральное духовное управление Мусульман России, молитвенный дом
- иудейские:
  - Тюменская синагога

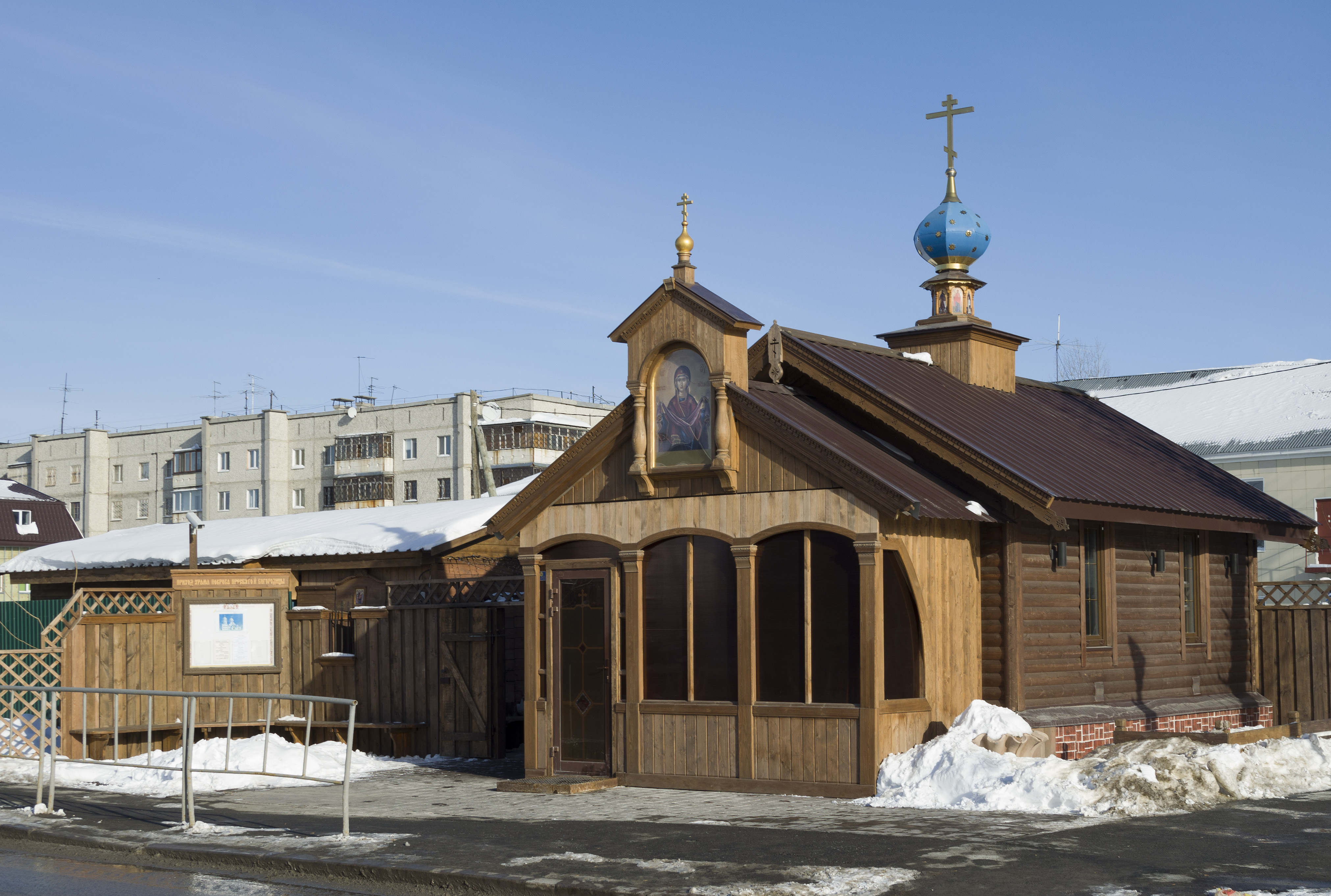
Временная часовня на новом месте строительства Покровского храма, угол улиц Гастелло и Баумана

Ильинская церковь в Тюмени впервые упоминается в 1586—1587 годах. В 1620 году настоятель Никон основал при церкви женскую монашескую общину (современный Богородично-Рождественский Ильинский женский монастырь).
В 1616 году монах казанской Раифской пустыни Нифонт «поставил в Тюмени за Ямскою слободою Преображенский монастырь» (нынешний — Свято-Троицкий мужской монастырь).
Старейшие по времени основания (но не постройки существующего здания) церкви Тюмени: церковь Михаила Архангела (первое упоминание о ней относится к 1616 году), Знаменский кафедральный собор (первая деревянная Знаменская церковь была поставлена на этом месте в 1624 году) и Спасская церковь (первое достоверное упоминание — Дозорная книга 1624 года).
В 1850 году строится единоверческая (старообрядческая) Троицкая церковь.
В связи с опубликованием 17 апреля 1905 года указа императора «Об укреплении начал веротерпимости», были значительно расширены права старообрядцев, сектантов, представителей иностранных и иноверных вероисповеданий. Что сделало возможным возведение на одной из центральных улиц города — улице Спасской (ныне — Ленина), — православной церкви, католического костёла (1903—1906 годов постройки), синагоги (1911—1912 годов постройки) и мечети.
В Тюмени в 1912 году проживало: православных — 40 566, старообрядцев — 330, католиков — 312, лютеран — 79, армяно-григориан — 28, иудеев — 262, мусульман — 985.
В советское время в Тюмени были взорваны и утрачены Успенская церковь и Благовещенский собор, Александровская часовня, а также старообрядческая церковь Пресвятыя Троицы. В настоящее время Благовещенский собор, находившийся ранее на берегу Туры, восстанавливается в Восточном округе. Начавшееся в 2014 году строительство православной церкви в честь Покрова Пресвятой Богородицы на территории сквера «Комсомольского» было отменено. Строительство указанной церкви ведётся на улице Гастелло.
Первые протестанты появились в Тюмени в 1711 году, — это были пленные шведы. После окончания Северной войны многие из них не вернулись на Родину.
С XIX века в Тюмени имеется лютеранская община.
В 1918 году зарегистрирована баптистская община. Первое устное упоминание об адвентистах в Тюмени встречается в 1914 году, а первое документально зафиксированное упоминание об адвентистской общине в Тюмени встречается в 1920-х годах. В 1930-е годы были репрессированы многие верующие, почти все общины и церкви были закрыты (в Тюмени оставалась действующей до 1940 года только одна небольшая Всехсвятская церковь). В годы Великой Отечественной войны отношение Советской власти к религии кардинально изменилось, — по всей стране были открыты церкви (в Тюмени в 1942 году власти вновь разрешили вести богослужение во Всехсвятской церкви, а в Знаменском соборе — с 9 октября 1945 года). Осенью 1941 года в Тюмени появились российские немцы-лютеране из Республики немцев Поволжья.
В мае 1990 года была построена церковь адвентистов на ул. Димитрова.
10 декабря 2017 года освящена старообрядческая церковь Рожества святого Иоанна Предотечи.
С сентября 2019 года в посёлке Березняки ведётся строительство Армянской апостольской церкви в честь святого Месропа Маштоца.

## Культура

Витраж, посвящённый Тюмени, в Новосибирском метро

### Театры и музеи
В Тюмени присутствуют следующие объекты культуры:
- Тюменский драматический театр;
- Тюменский театр кукол;
- Молодёжный театр «Ангажемент» имени В. С. Загоруйко;
- Театр пластики Дмитрия Ефимова «Европа»
- Театр Преображение;
- Театр Мимикрия;
- Цирк-студия Икар;
- Театр-студия "Быть";
- Универсальный юмористический театр "УЮТ";
- Молодёжный театр "Май";
- Молодёжный театр "Здесь Хорошо";
- Молодёжный театральный центр "Космос";
- Театр-студия "Будильник"
- Экспериментальный шекспировский театр «EST»;
- Тюменская филармония;
- Исторический парк «Россия — Моя История»;
- Музейный комплекс им. И. Я. Словцова
- Музей-дом Машарова;
- Музей-галерея авторских кукол и игрушек;
- Музей «Мебель старой Тюмени»;
- Музей-усадьба Колокольниковых;
- Музей истории дома XIX—XX веков;
- Музей истории сибирского винокурения
- комплекс церковных сооружений XVIII—XIX вв[130].

### Кинотеатры
- Премьер (ТРЦ «Премьер»); 6 залов
- Азбука Кино (ТРЦ «Фаворит»); 10 залов
- Синема Парк (ТРЦ «Гудвин»); 10 залов
- Сан Синема (ТРЦ «Солнечный»); 4 зала
- Киномакс (ТРЦ «Кристалл»); 8 залов
- Лазер Синема (ТРЦ «Панама»); 7 залов
- Атмос Синема (ТРЦ «Тюмень Сити Молл»); 8 залов
- Тюменский Дом кино
- Каро 6 (ТРЦ «Колумб»); 6 залов

### Библиотеки
В городе функционирует 53 публичных библиотеки, в том числе Тюменская областная научная библиотека им. Д. И. Менделеева — одна из крупнейших библиотек в Западной Сибири, универсальный фонд которой насчитывает около 2 670 000 документов.
Имеются собственные литературные и кинематографические традиции. В 1920-е годы в Тюмени работал поэт Антон Кунгурцев. В Тюмени родился Владислав Крапивин, посвятивший родному городу некоторые свои книги. Тюмени посвящён содержащий автобиографические черты роман Михаила Пришвина «Кащеева цепь». Достаточно подробно о Тюмени говорится в романе Жюля Верна «Михаил Строгов». Городским событиям 1990-х годов посвящена серия романов «Слой» местного писателя и журналиста Виктора Строгальщикова. В Тюмени же трудится кинорежиссёр Константин Одегов.

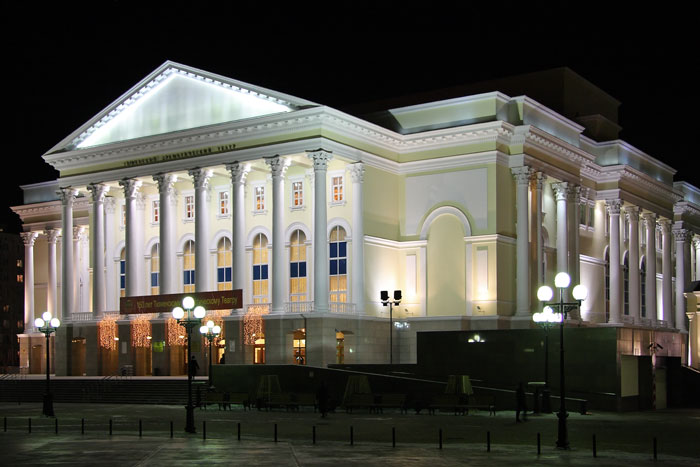
Тюменский драмтеатр
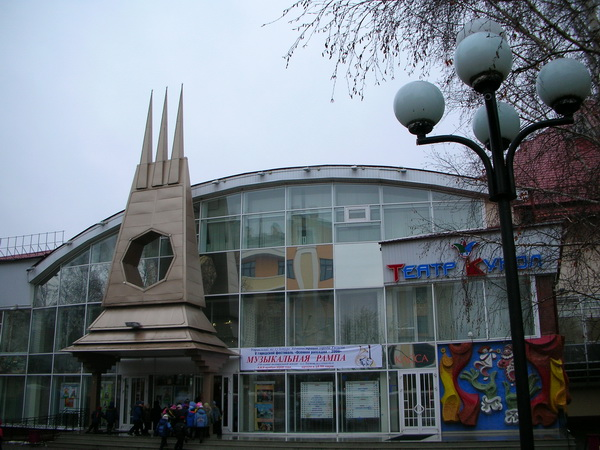
Тюменский театр кукол
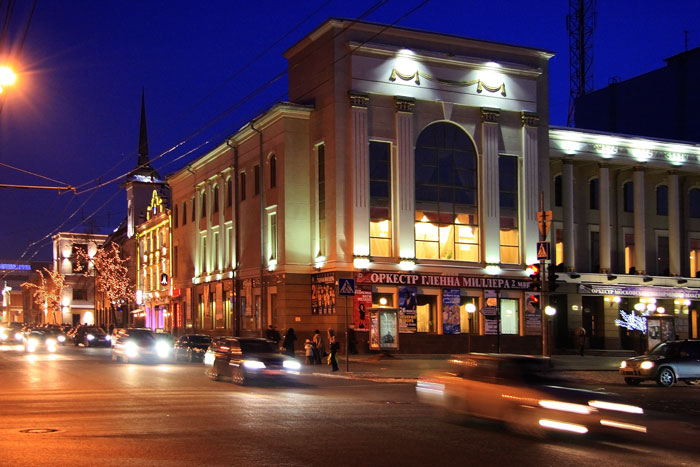
Тюменская филармония
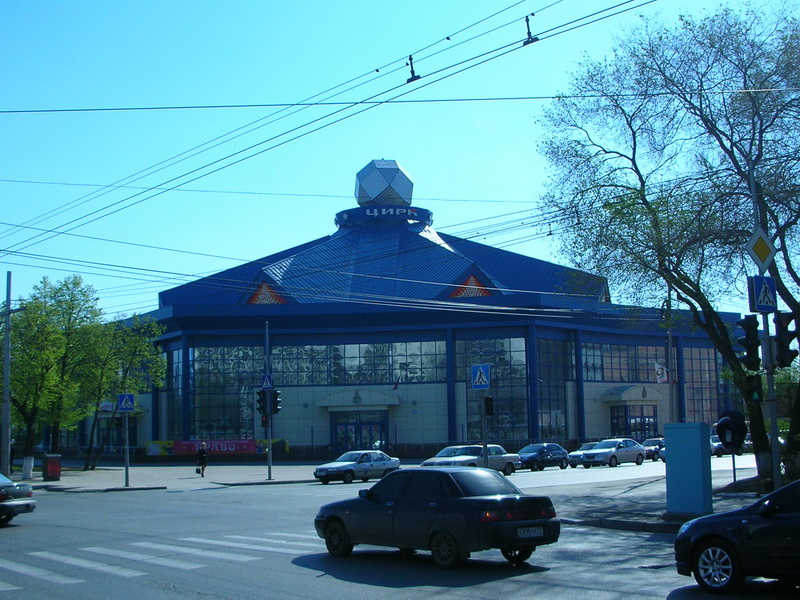
Тюменский государственный цирк

### Памятники
- Памятник Юрию Эрвье
- Памятник погибшим сотрудникам милиции
- Памятник Борцам Революции
- Памятник Николаю Кузнецову
- Памятник Щербине
- Памятник учащимся школ города Тюмени, не вернувшимся с войны
- Памятник Текутьеву
- Памятник воину-десантнику
- Памятник маме
- Памятник труженикам тыла
- Памятник В. И. Ленину
- Памятник Льву Ровнину
- Памятник кондуктору
- Памятник Мотоциклисту
- Памятник земскому врачу
- Памятник «золотой пони»
- Памятник кольцу царя Соломона
- Памятник ликвидатору радиационных катастроф
- Памятник отцу
- Памятник почтальону
- Памятник Григорию Распутину[134]
- Памятник «С чего начинается родина»
- Памятник социальному работнику
- Фонтан-памятник Тюменской области
- Памятник царской семье (на территории Богородице-Рождественского женского монастыря)[135]

### Памятники архитектуры
- Дом Ушакова
- Дом Благородного собрания (Народный дом)

### Парки и скверы
- Цветной бульвар (бывший ЦПКиО)
- Загородный (Александровский) сад
- Сквер сибирских кошек
- Сквер десантников
- Комсомольский сквер
- Сквер Депутатов
- Сквер Журналистов
- Сквер Тополиный
- бульвар Якина Хабибуллы
- Сквер Победы
- Сквер Берёзовая роща
- Сквер Восточный
- Сквер Тружеников тыла
- Сквер Семейный
- бульвар Молодожёнов
- сквер Семёна Пацко
- Сквер Прощания
- Сквер Болгаро-Советской дружбы
- Сквер Юристов
- Сквер Гимназистов
- Сквер Льва Ровнина
- Сквер Немцова
- Сквер Энергетиков
- Сквер Авиаторов
- Сквер Юристов
- Сквер Тружеников тыла
- Сквер Пограничников
- Площадь Борцов Революции
- Сквер Юрия Куталова
- Сквер 30 лет Победы
- Сквер Гимназистов
- Сквер «Казачьи Луга»
- Сквер Школьный
- Сквер Юности
- Сквер Заречный
- Сквер Якова Неумоева
- Сквер Славянский
- Сквер Спортивный
- Сквер Тенистый
- Парк имени Ю. А. Гагарина
- Исторический Сквер
- Экопарк Затюменский

### Другое
- Осенью 2013 года вблизи Тюмени открылся зоопарк[136].
- В июне 2018 года в Тюмени, в микрорайоне «Заречный» на ул. Щербакова, открылся аквапарк «ЛетоЛето» общей площадью 130 тыс. м²., крупнейший аквапарк в России[137].
- 15 ноября 2018 года Тюмень возглавила рейтинг российских городов с лучшими дорогами. Об этом свидетельствуют результаты исследования сервиса SuperJob. Тюмень стала абсолютным лидером рейтинга с недосягаемо высоким средним баллом — 4,25[138].
- 26 ноября 2018 года Тюмень заняла 1-ю строчку рейтинга российских городов по качеству жизни[139].
- В 2022 году Тюмень вернулась в число лидеров в рейтинге российских городов по качеству жизни по оценке Финансового университета при Правительстве Российской Федерации[140].
- 21 ноября 2023 года Тюмень снова вошла в пятерку лучших городов по качеству жизни, став лидером по доступности жилья и коммунального хозяйства[141].
- В 2022 году Минстрой опубликовал обновленный рейтинг нового индекса цифровизации городского хозяйства. Тюмень вошла в тройку лучших городов с населением от 250 тысяч до миллиона человек[142]

### КВН
Союз — чемпион Высшей лиги КВН 2014 года.

## Достопримечательности
В городе находятся 17 объектов культурного наследия федерального значения, не считая объектов в составе комплексов. Из числа особо охраняемых природных территорий в городе расположены ботанический сад федерального значения Ботаническая коллекция биологического факультета Тюменского государственного университета (3 га), а также региональные памятники природы Лесопарк имени Ю. А. Гагарина (105 га) и Лесопарк Затюменский (77 га). В окрестностях Тюмени находится около пяти горячих (37-50 °C) геотермальных источников, обладающих бальнеологическими свойствами. Источники пользуются популярностью не только у жителей Тюмени, но и соседних регионов: Свердловской, Курганской и Челябинской областей.
В апреле 2017 года в Тюмени установили арт-объект «12 стульев желаний» — тюменцы и гости города могут выбрать один из 12 стульев, каждый из которых соответствует одному из желаний, и, посидев на нём, поставить цель, загадать желание или воплотить мечту.
Также одной из главных достопримечательностей города является облагороженная набережная реки Туры. Это излюбленное место прогулок и отдыха горожан и гостей города. В праздничные дни набережная становится одной из центральных торжественных площадок, здесь проводится множество концертных, спортивных и игровых мероприятий. Почётное место на набережной занимает пешеходный «Мост влюблённых». В 2018 году он был отремонтирован и оснащён яркой праздничной подсветкой.

Весной 2022 года городские власти приступили к реконструкции улицы Дзержинского. После реконструкции улица стала первой в городе пешеходной улицей. 

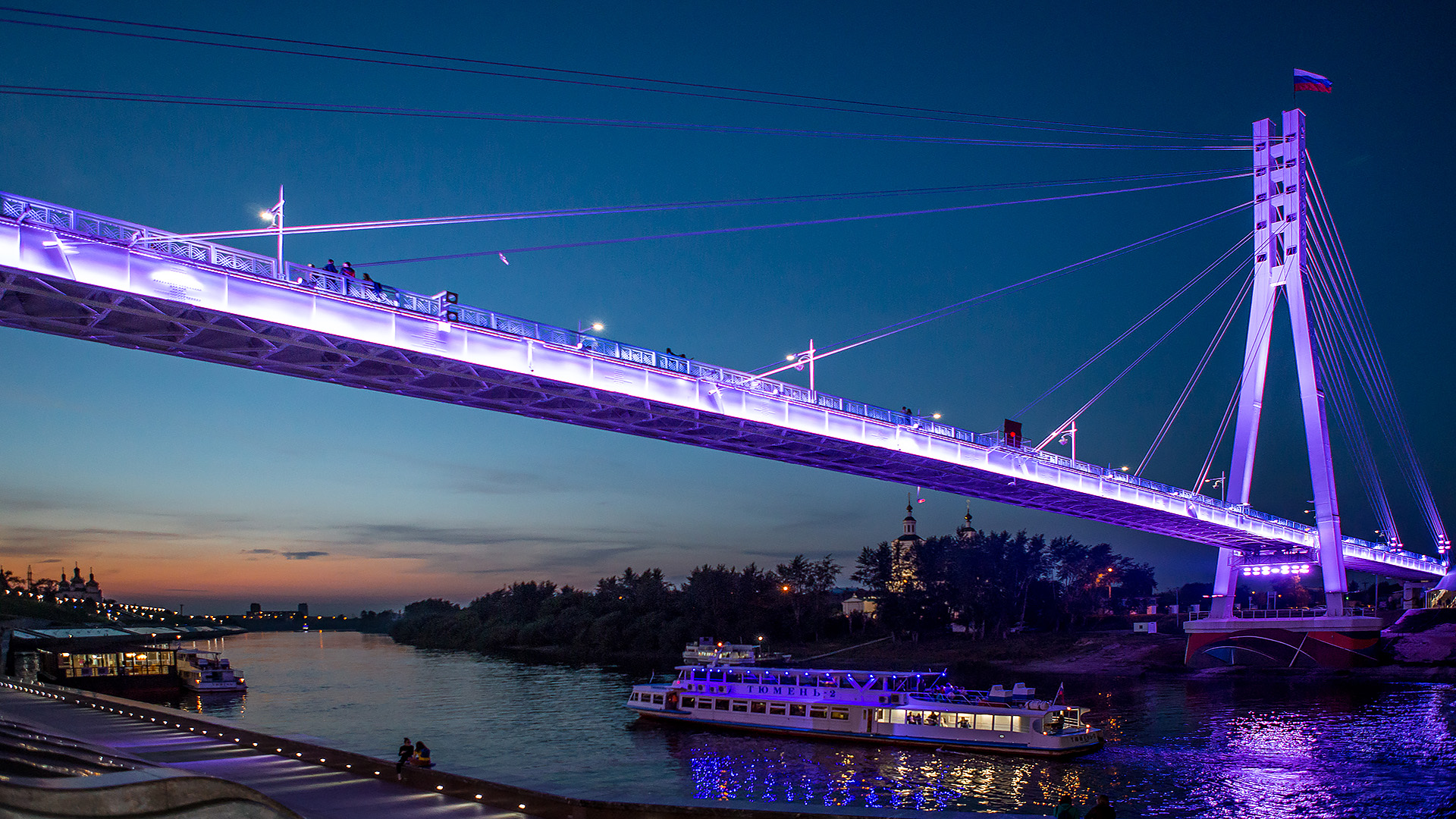
Тюменский «Мост влюбленных»

## Спорт
В городе 10 стадионов, крупнейший из которых «Геолог». В 15 физкультурных и спортивных оздоровительных комплексах города в спортивных секциях занимаются более 35 тысяч детей.
В профессиональном спорте город представлен следующими спортивными клубами:
- Футбол: ФК «Тюмень» — Первая лига России по футболу,
- Футзал: МФК «Тюмень» — Суперлига,
- Хоккей: ХК «Рубин» — Всероссийская хоккейная лига, ХК «Тюменский Легион» — Молодёжная хоккейная лига,
- Волейбол: ВК «Тюмень» — Высшая лига А, ЖВК «Тюмень» — Высшая лига А.

В регби Тюмень представлена любительским клубом Адреналин, выступающим во всероссийской Федеральной лиге и в Кубке России.
В городе работают 7 школ олимпийского резерва и региональный центр подготовки футболистов.
В пригороде Тюмени (район деревни Мичурино) расположен крупный биатлонный центр «Жемчужина Сибири», в котором в феврале 2016 года проходил Кубок Европы по биатлону. В марте 2018 года здесь был проведён заключительный этап Кубка мира по биатлону. Тюмень также получила право на проведение Чемпионата мира по биатлону в 2021 году, однако в связи с допинговыми скандалами IBU решил лишить Россию права проведения Чемпионата мира.

## Средства массовой информации
В Тюмени работает информационное агентство «Сибинформбюро», объединяющее множество интернет-ресурсов, телеканалов, радиостанций, информационных агентств, журналов и газет.
С 2010 года работает информационное агентство «В нашем дворе», автором которого может стать любой житель города.
Выходит большое количество печатных изданий, в том числе: «Тюменский бизнес-журнал», «Сибирская гильдия», «Тюменская правда», «Тюменские известия», «Тюменская область сегодня», «Тюменский курьер», «Ямская слобода», «Вечерняя Тюмень», «Fashion Collection», «Наша газета», журнал Автопрайс, газета Охота и Рыбалка, Тюменский журнал Здоровье, литературно-художественный и историко-краеведческий журнал-альманах «Врата Сибири» и другие. С 2010 года издаётся литературно-краеведческий альманах «ЛИК».
В декабре 2017 года начал работать краеведческий портал «ГородТ», посвящённый Тюмени.

## Почётные граждане города
Всего за период с 1867 года и до наших дней звание «Почётный гражданин города Тюмени» получил 51 человек (8 человек — в дореволюционный период).
В настоящее время звание почётного гражданина Тюмени носят:
- 2-й Губернатор Тюменской области С. С. Собянин
- 1-й Мэр Тюмени С. М. Киричук
- Глава администрации Тюмени (1991—1993) Г. И. Райков
- Советский борец классического стиля В. В. Чебоксаров
- Советский и российский детский писатель, создатель Школы литературного мастерства В. П. Крапивин
- Пловец, двукратный паралимпийский чемпион И. Л. Плотников
- Советский и российский геолог, доктор геолого-минералогических наук И. И. Нестеров
- Советский оперный и эстрадный певец, композитор Ю. А. Гуляев
- Заслуженный деятель науки и техники РСФСР, краевед, исследователь местной истории В. Е. Копылов
- Доктор философских наук, профессор. Заслуженный деятель науки РФ Г. Ф. Куцев
- Участник Великой Отечественной войны, Полный Кавалер ордена Славы Х. Х. Якин
- Зачинатель Тюменского физкультурного движения, Заслуженный учитель школы РСФСР П. А. Иоанидис
- Писатель и журналист, Заслуженный работник культуры РФ К. Я. Лагунов
- Советский геолог, один из пионеров развития нефтегазового комплекса Западной Сибири Р.-Ю. Г. Эрвье
- Советский хозяйственный и политический деятель, Герой Социалистического Труда П. П. Потапов
- Капитан Советской Армии, Герой Советского Союза Я. Н. Неумоев
- Советский лётчик-космонавт, первый космонавт в мире Ю. А. Гагарин
- Советский лётчик-космонавт, один из первопроходцев космоса П. И. Беляев
- Врач-педиатр, Заслуженный врач РСФСР С. И. Карнацевич
- Статский советник и камергер двора, тобольский губернатор Н. Л. Гондатти
- Купец первой гильдии, предприниматель и меценат С. И. Колокольников
- Купец первой гильдии, предприниматель и меценат А. И. Текутьев
- Генерал от инфантерии, организатор первой в городе промышленно-сельскохозяйственной выставки А. П. Хрущёв
- Генерал от инфантерии, организатор проекта строительства Урало-Сибирской железной дороги Е. В. Богданович
- Министр путей сообщения России, создатель Сибирской транзитной железной дороги К. Н. Посьет

## Известные уроженцы
- Евгений Александрович Бушманов — футболист, защитник, игрок сборной России
- Юрий Александрович Гуляев — советский оперный певец, композитор, народный артист СССР
- Владислав Петрович Крапивин — советский и российский детский писатель
- Анастасия Владимировна Кузьмина (Шипулина) — биатлонистка, трёхкратная олимпийская чемпионка
- Александр Михайлович Урусов — деятель органов охраны общественного порядка, начальник МУРа, советник МВД СССР при МВД Венгерской Народной Республики

## Консульские представительства
- Представительство МИД России в Екатеринбурге (отделение в Тюмени, ул. Ленина, 69А)
- Беларусь: Почётный консул (ул. Достоевского, 7)
- Почётный консул Республики Казахстан (ул. Первомайская, 23)
- Почётный консул Китайской Народной Республики
- Почётный консул Республики Кореи (ул. 25 Октября, 25).

## Города-побратимы
- Дацин, КНР (29 июня 1993)[148]
- Целле, Германия (19 ноября 1994)
- Хьюстон, США (16 марта 1995) — приостановлено[149]
- Брест, Беларусь (11 октября 1999)[150]

## Фотографии

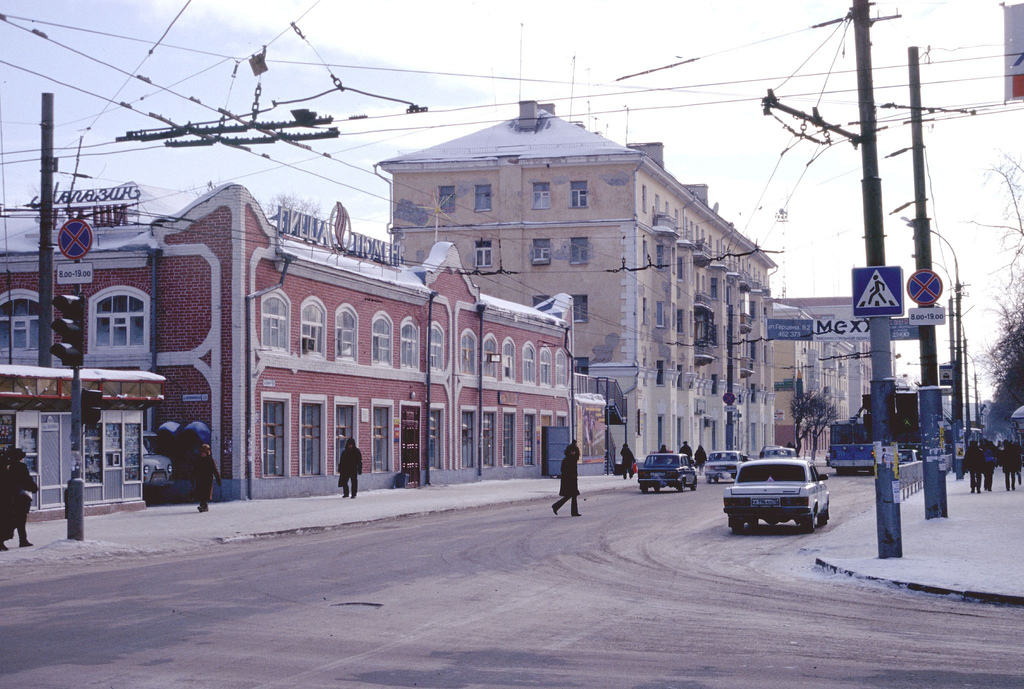
Центр Тюмени, 2003 год
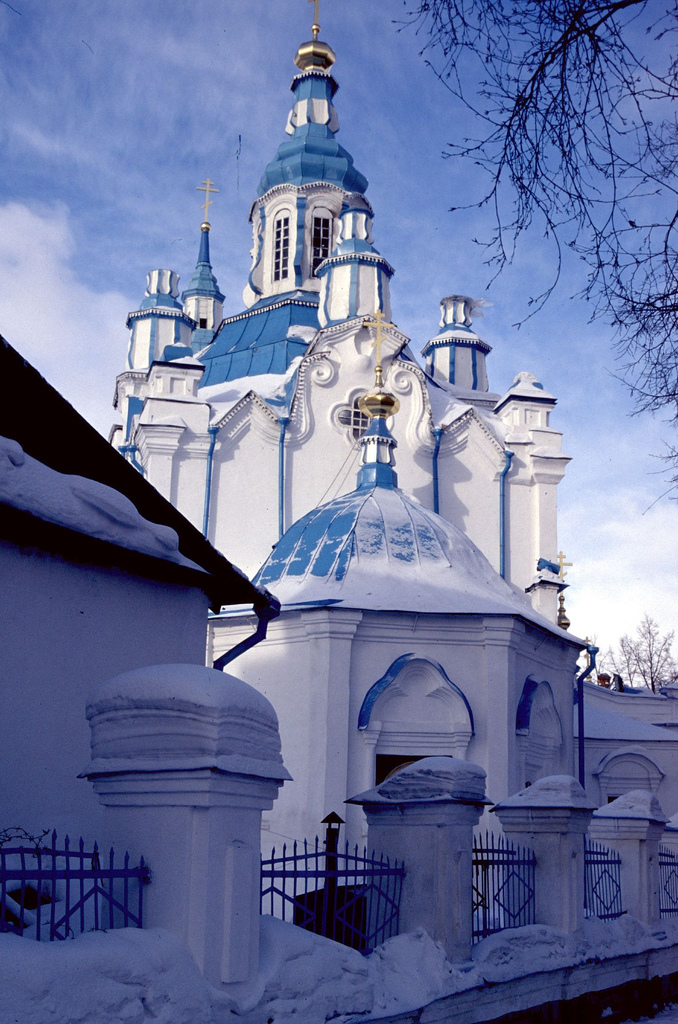
Центр Тюмени, 2003 год
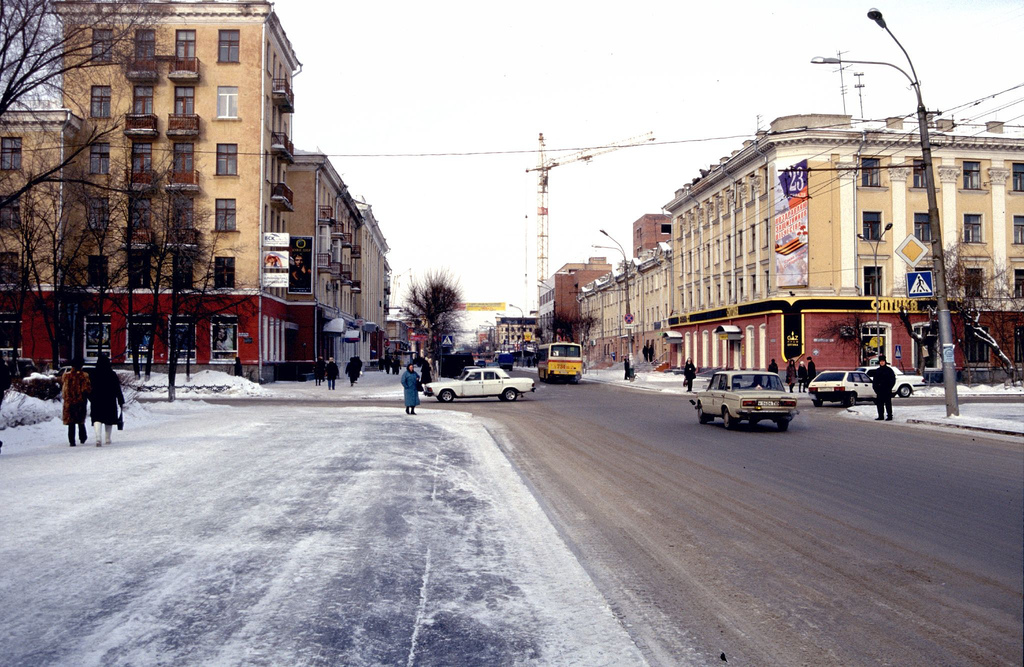
Центр Тюмени, 2003 год
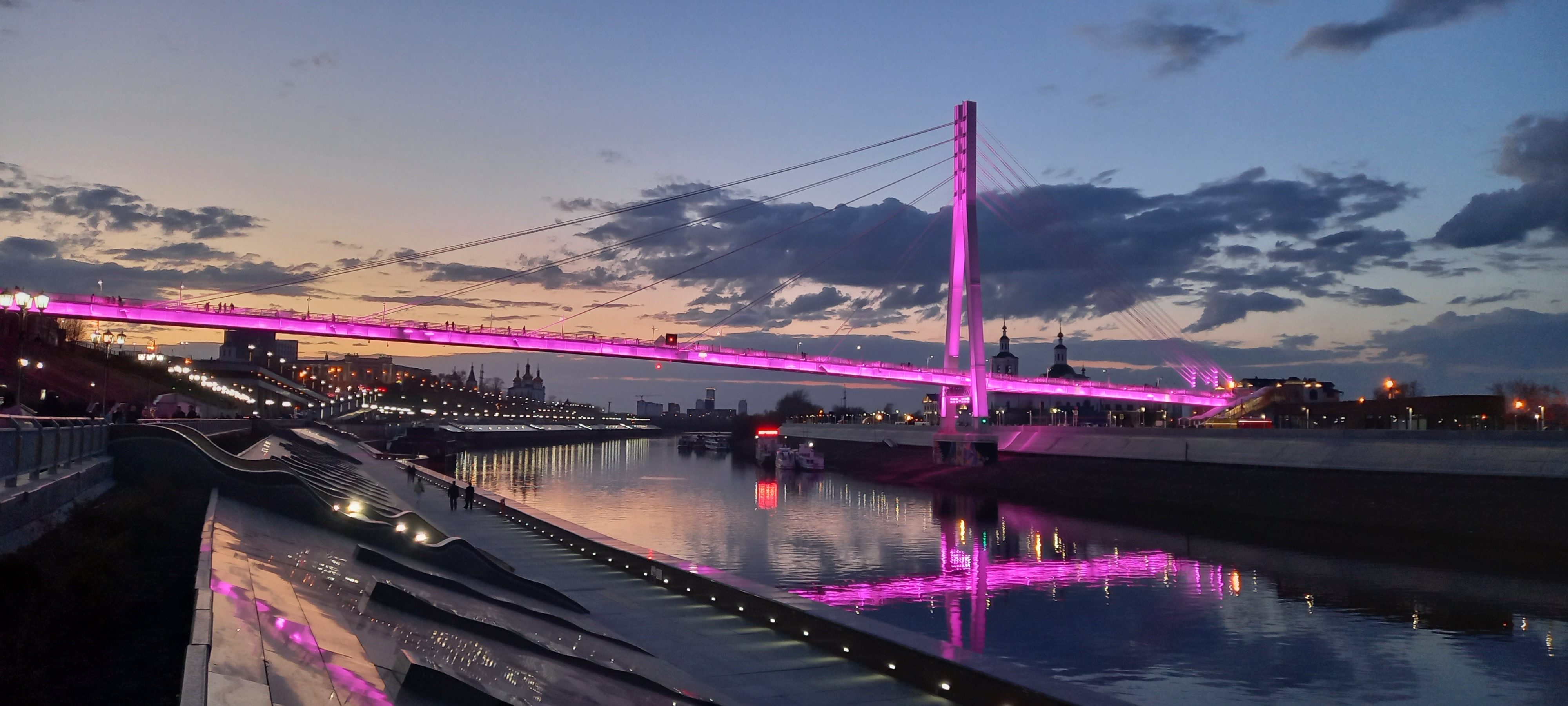
Мост влюблённых, 2023 год